# Привітне (Володимирський район)
Приві́тне — село в Україні, у Локачинській селищній територіальній громаді Володимирського району Волинської області. Колишнє містечко Свинюхи, яке мало промовистий герб.

## Назва
Очевидно, що корінь назви літописного поселення Свинюхи походить від слова «свиня», а береги місцевої річки рили дикі свині. В ХІ–ХІІІ ст. Свинюхи були службовим поселенням княжої волості в околиці Володимира, а мешканці виконували феодальну службу ловчих.

## Географія
Кінь — копито — свиня — корито— давня приказка
Село Привітне розташоване у західній частині Волинської височини на перехресті Головного європейського вододілу і межі річкових басейнів Вісли і Дніпра (суббасейнів Західного Бугу і Прип'яті). Поверхня — підвищена плоскохвиляста лесова рівнина, розчленована балками з пологими схилами та широкими заболоченими днищами. Відстань до районного центру міста Володимир — 47,8 км, до містечка Локачі — 14 км, до містечка Горохів — 17 км, до обласного центру міста Луцьк — 55-64 км. Через село пролягає автошлях Т 0311, протікає річка Свинорейка.

### Грунти
Темно-сірі опідзолені. Ґрунтоутворюючими породами для них є леси та лесоподібні суглинки. Кислотність ґрунту pH 7,0—7,5 (нейтральна—слаболужна). З основних макро- і мікроелементів в грунті суттєва нестача мікроелементу бору.

### Клімат
Середня висота над рівнем моря 224 м. Клімат помірний континентальний. У Привітному дуже багато опадів, навіть у найсухіший місяць. За класифікацією кліматів Кеппена — Dfb (зона D — помірний континентальний клімат без посушливого сезону з теплим літом). Температура тут в середньому 8,8 °C. За рік кількість опадів становить 745 мм. Коливання температур протягом року становить 23 °C. Самий сухий місяць — лютий, найбільша кількість опадів у липні, у середньому 101 мм. Липень також самий теплий місяць року, середньомісячна температура повітря +20 °C. Самий сонячний місяць — червень. Січень самий холодний — середньомісячна температура −3 °C.
| Клімат Привітне 1982—2012 рр.            | Клімат Привітне 1982—2012 рр. | Клімат Привітне 1982—2012 рр. | Клімат Привітне 1982—2012 рр. | Клімат Привітне 1982—2012 рр. | Клімат Привітне 1982—2012 рр. | Клімат Привітне 1982—2012 рр. | Клімат Привітне 1982—2012 рр. | Клімат Привітне 1982—2012 рр. | Клімат Привітне 1982—2012 рр. | Клімат Привітне 1982—2012 рр. | Клімат Привітне 1982—2012 рр. | Клімат Привітне 1982—2012 рр. | Клімат Привітне 1982—2012 рр. |
| Показник                                 | Січ.                          | Лют.                          | Бер.                          | Квіт.                         | Трав.                         | Черв.                         | Лип.                          | Серп.                         | Вер.                          | Жовт.                         | Лист.                         | Груд.                         |                               |
| Середній максимум, °C                    | −1,8                          | −0,6                          | 4,3                           | 12,7                          | 18,9                          | 22,2                          | 23,5                          | 22,8                          | 18,2                          | 12,3                          | 5,2                           | 0,2                           |                               |
| Середня температура, °C                  | −4,6                          | −3,4                          | 0,8                           | 8,0                           | 13,5                          | 16,8                          | 18,1                          | 17,3                          | 13,2                          | 8,1                           | 2,6                           | −2,2                          |                               |
| Середній мінімум, °C                     | −7,4                          | −6,2                          | −2,6                          | 3,3                           | 8,2                           | 11,5                          | 12,8                          | 11,9                          | 8,3                           | 3,9                           | 0                             | −4,5                          |                               |
| Норма опадів, мм                         | 32                            | 31                            | 31                            | 42                            | 64                            | 76                            | 83                            | 64                            | 55                            | 39                            | 39                            | 40                            |                               |
| ---------------------------------------- | ----------------------------- | ----------------------------- | ----------------------------- | ----------------------------- | ----------------------------- | ----------------------------- | ----------------------------- | ----------------------------- | ----------------------------- | ----------------------------- | ----------------------------- | ----------------------------- | ----------------------------- |
| Джерело: Climate-Data.org, 1982—2012 рр. |                               |                               |                               |                               |                               |                               |                               |                               |                               |                               |                               |                               |                               |

| Клімат Привітне 1991—2021 рр.            | Клімат Привітне 1991—2021 рр. | Клімат Привітне 1991—2021 рр. | Клімат Привітне 1991—2021 рр. | Клімат Привітне 1991—2021 рр. | Клімат Привітне 1991—2021 рр. | Клімат Привітне 1991—2021 рр. | Клімат Привітне 1991—2021 рр. | Клімат Привітне 1991—2021 рр. | Клімат Привітне 1991—2021 рр. | Клімат Привітне 1991—2021 рр. | Клімат Привітне 1991—2021 рр. | Клімат Привітне 1991—2021 рр. | Клімат Привітне 1991—2021 рр. |
| Показник                                 | Січ.                          | Лют.                          | Бер.                          | Квіт.                         | Трав.                         | Черв.                         | Лип.                          | Серп.                         | Вер.                          | Жовт.                         | Лист.                         | Груд.                         |                               |
| Середній максимум, °C                    | −0,7                          | 0,9                           | 6,4                           | 14                            | 19                            | 22,2                          | 24,1                          | 23,7                          | 18,5                          | 12,5                          | 6,7                           | 1,5                           |                               |
| Середня температура, °C                  | −3                            | −1,9                          | 2,5                           | 9,2                           | 14,5                          | 18                            | 20                            | 19,4                          | 14,4                          | 8,9                           | 4,1                           | −0,6                          |                               |
| Середній мінімум, °C                     | −5,6                          | −4,9                          | −1,6                          | 4,1                           | 9,5                           | 13,2                          | 15,4                          | 14,7                          | 10,4                          | 5,7                           | 1,8                           | −2,7                          |                               |
| Норма опадів, мм                         | 45                            | 42                            | 50                            | 53                            | 80                            | 81                            | 101                           | 74                            | 71                            | 52                            | 47                            | 49                            |                               |
| ---------------------------------------- | ----------------------------- | ----------------------------- | ----------------------------- | ----------------------------- | ----------------------------- | ----------------------------- | ----------------------------- | ----------------------------- | ----------------------------- | ----------------------------- | ----------------------------- | ----------------------------- | ----------------------------- |
| Джерело: Climate-Data.org, 1991—2021 рр. |                               |                               |                               |                               |                               |                               |                               |                               |                               |                               |                               |                               |                               |

## Історія
Село Свинюхи одне з найдавніших на Волині — земля волинян, Волинського князівства. Тут пролягав «Шлях із варяг в греки». Уперше згадується в «Київському літописі» за 1156 рік, у час міжусобиць на Русі, коли київський князь Юрій Долгорукий (наймолодший син Володимира Мономаха) вирушив у похід проти волинського князя Мстислава Ізясловича (діда Данила Галицького), щоб посадити на волинському престолі сина свого брата — Володимира, зустрівся тут зі своїм зятем, галицьким князем Ярославом Володимировичем Осмомислом, і вже звідси, об'єднавши сили, вирушив до міста Володимира — тодішньої столиці Волинського князівства. Після десятиденної і кровопролитної облоги здобути місто не вдалося і князь Юрій повернувся назад до Києва віддавши Володимиру Дорогобуж, Пересопницю і всі погоринські міста, а синові своєму Борисові — Турів. Вслід за ним Мстислав розорив і спалив всі села аж до Дорогобужа. У складі Галицько-Волинського князівства, у часи монголо-татарської навали 1241 року, Свинюхи імовірно були спалені. Пізніше належали Великому князівству Литовському, а після Люблінської унії 1569 року перейшли до Речі Посполитої. У центрі села, де тепер школа, була укріплена земляними валами і оточена широким ровом з водою замкова споруда яка з східного і південного боків омивалась болотистою заплавою річки Свинорейки, а із західного до замку прилягало саме поселення. Ще в 1930—1940 роки було добре видно земляні вали цього укріплення, тоді ж при розчищенні русла річки знайшли великі округлі (монгольські) черепи.
Знову Свинюхи згадуються в історичних пам'ятках, датованих 1475—1480 рр., коли луцький староста Іван Ходкевич в листі до короля Казимира просить про охорону Свинюської королівської пущі від полювання в ній сусідніх приватних власників (князя Михайла Сангушковича та ін.). Свинюхи мали статус королівського володіння та відносились до Володимирського замку.
23 березня 1512 року король Сигізмунд, своїм привілеєм, надав Свинюхи у володіння власному писареві, який повернувся зі служби при посольстві в Орді, Михайлу Василевичу. За версією відомого письменника, науковця і краєзнавця Григорія Дем'янчука, пізніше він був переписувачем Пересопницького Євангелія, визначної рукописної пам'ятки староукраїнської літературної мови і мистецтва. Місцем його осідку були Свинюхи, звідти і його прізвисько. Михайло Свинюський згадується в постанові сейму князівства Литовського від 1 травня 1528 року, де йому та багатьом іншим, в разі потреби, наказано дати чотирьох коней для державних потреб. З 1515 по 1540 роки Михайло Свинюський купив маєтки — Козлів, Теслугів, Кокорівщина, Волковичі, Заячиці, а також купив Блудів та виміняв Бубнів у королеви Бони, мав у власності фільварок, два дворища в передмісті Луцька та двір в Луцькому замку, дім у Вільні.
У 1545 році привілеєм короля Сигізмунда ІІ володіння перейшли до його сина Михайла Михайловича Свинюського. 15 червня 1545 року в актах Луцького замку, у скарзі луцьких міщан, згадується що Михайло Свинюський незаконно брав з купців мито «по грошу з воза». 1552 року через Свинюхи проходив Соляний шлях, новою дорогою, через Горохів до Ковеля оминаючи Володимир (бо там було велике мито з купців і купецьких валок). З Свинюх до Устилуга а потім сплавним способом ком'ягами по річці Буг, через Берестейську митницю, у польський морський порт Гданськ експортували жито, пшеницю та інше збіжжя, ванчос (дошки з дубового або соснового дерева), клепки і попіл.
Після смерті Михайла Свинюського в 1553 році маєтності мали перейти до стрия (брата батька, дядька) Марка Журавницького але король Сігізмунд Август, 2 січня 1562 року, повернув їх вдові померлого княжні Федорі Федорівні (Чарторийській). 1562 року вона оскаржувала зазіхання на її маєтності і кривди заподіяні Журавницьким, тому напевно для захисту і виходить заміж за королівського секретаря Бальцера Гнєвоша. Він часто згадується в актових книгах Володимирського ґродського суду (1566—1570 рр.) — то у війнах за землеволодіння з луцьким ключником і городничим Олександром Журавницьким та з королівським маршалком Петром Загоровським, то в справі про вбивство Миська Лобаса, слуги Остафія Колпитовського, то про несплату чопового зі своїх маєтків та ін.
Федора померла в 1568 році, тоді ж владика луцький і острозький Марко Васильович Журавницький з синами, 24.08.1568 р. від короля Сігізмунда Августа, отримав привілей на Свинюхи але їх надовго, принаймні до 1577 року, у власності, втримав вдівець Бальтазар (Бальцер Гнєвош) Олексовський, який налагодив тут фільваркове господарювання. 1570 року він володів Свинюхами, Коритницею, Пустомитами, Бубновим, Войнином, Козловим та Заячицями і сплатив у державну скарбницю 75 злотих податку. 1577 року у містечку Свинюхи було 3 крамниці та 10 дворів у передмісті з яких сплачувалось подимне, два вільних найманих робітники, три ремісники з 6-ма учнями, три перекупники та троє малозаможних бояр.
27 липня 1588 року всі мешканці порозбігались, а містечко було спустошене після неодноразових наїздів войського луцького Івана Журавницького. Про неможливість зібрати податок з мешканців, 5 вересня того року, заявив поборець чопового. Ворожнеча за землеволодіння закінчилась трагічно. У квітні 1589 року за рішенням Володимирського ґродського суду був страчений син Марка Васильовича Журавницького, поет-сатирик XVI століття, той самий Іван Журавницький — за організацію нападу і вбивство королівського секретаря Бальтазара Гнєвоша.
8 серпня 1588 року Свинюське староство, яке складалось з містечка та семи навколишніх сіл, від польського короля Сігізмунда III, отримав луцький староста, хорунжий великий коронний Марко Собеський, дід майбутнього короля Яна III. Він доручив управління своєму наміснику Криштофу Орховському який незаконно брав мито та займався відвертим грабунком на дорогах. 14 листопада 1605 року від короля Сігізмунда III привілей на землі Свинюх, після смерті батька, отримав його неповнолітній син Яків Собеський, що пізніше дворазово підтверджувалось надавчими актами короля від 06.12.1620 р. і 06.10.1629 р..
7 серпня 1629 року війтом містечка був шляхтич Малуш Величкович.
26 червня 1651 року, поки польське військо Речі Посполитої короля Яна II Казимира збиралось під Берестечком на битву з козацьким військом Богдана Хмельницького, челядь і німецькі найманці три дні здобували і розграбували замок панів Собеських у Свинюхах.
Актом короля Яна II Казимира, від 24 серпня 1652 року, містечко Свинюхи у володіння отримав Стефан Чарнецький, за участь в битві під Берестечком
а в 1657 році це багате королівське староство з Коритницею та Войнином він, тоді каштелян київський та воєвода руський, передав у володіння крайчому коронному Вацлаву Лещинському який одружився з його дочкою Констанцією.
За описом державних маєтків 1765 року володарем містечка був Вацлав Жевуський який тут мав дерев'яну резиденцію на земляному валу між ставом і болотом. У містечку була ратуша, два млини, оселі міщан з яких переважна більшість були селяни — 67 (4 орендарі, гум́енний, бурмістр, чиншовик, т́ивон, польов́ий (наглядач над польовими роботами), мельник; на панщині — 42 а з власною тягловою силою — 15, праця перших за робочий день оцінювалась у 8 грош а других у 18 мідних грош). Жидівських будинків — 16.
Під час ревізії 1789 року управителем староства був Юзеф Жевуський — староста дрогобицький, син Вацлава Жевуського. Будинків жидівських було — 10, невеликих будинків — 5, халуп (злиденних хат) — 6, винниць — 7, підданих — 77.
27 березня 1790 р. привілеєм короля Станіслава-Августа Понятовського містечку поновили магдебурзьке право та право використання в документах герба із зображенням дикого кабана. В магістат вибирались пожиттєво 6 радників та 6 засідателів. З-поміж радників на розгляд і затвердження управителю староства подавались по дві кандидатури на бурміста і на війта. Дозволялись торги по п'ятницях та ярмарки на Покрову, Юрія, Петра, Воздвиження, Богоявлення та на 4-ту неділю посту.
5 січня 1801 року Юзеф Жевуський (1739—1816) передав свої спадкові права на містечко Свинюхи, села Коритницю і Войнин — Олександру Ходкевичу (1776—1838), сину своєї сестри Людвіки Марії Жевуської (1744—1816).

### Під владою Російської імперії
Після третього поділу Речі Посполитої 1795 року Свинюхи увійшли до складу Російської імперії, ставши волосним центром Володимир-Волинського повіту Волинської губернії. 1798—1799 рр. в містечку був розквартирований ескадрон французьких емігрантів-роялістів Дворянського драгунського полку герцога де Беррі корпусу принца Конде, який був на службі російського імператора Павла, а зимою 1805—1806 років, квартирували, відведені для поповнення після поразки під Аустерліцем — Курський мушкетерський полк корпусу генерала Буксгевдена та Новгородський мушкетерський полк Подільської армії Кутузова. В дощовому лютому 1806 року лютувала «гнила гарячка» та «кровавий понос» (тиф і дизентерія).
На початку серпня 1812 року під час французько-російської війни через Свинюхи проходили відступаючі військові колони російської кавалерійської бригади генерал-майора Хрущова, за наказом командуючого 3-ї Обсерваційної (спостережної) армії генерала Тормасова, який прикриваючи Київ, відводив війська за ріку Стир до Луцька, щоб запобігти оточенню та поразці до об'єднання з Дунайською армією адмірала Чічагова.
Пізніше Свинюхи якийсь час займали авангардні підрозділи польської Надбужанської дивізії генерала Антонія Амількара Косинського що прикривала праве крило саксонського корпусу Жана Реньє армії Наполеона, який стояв на лінії Торчин — Локачі та після поразки під Павловичами, в середині вересня, ця дивізія відступила за Буг на територію Варшавського герцогства.
Після повстання 1830—1831 років польська шляхта втратила в селі свої землеволодіння. Її місце зайняли російські дворяни. В 1873 році найбільшим землевласником став волинський віцегубернатор Петро Більбасов. У нього було дві внучки для яких він зробив по насипу з альтанкою на кожному і коли вони приїжджали на канікули з Росії, то задля розваги човном могли плавати одна до одної в гості.
У 1870 році в містечку Свинюхи було 64 будинки і 1042 мешканці (36 % євреї), церква, дві синагоги, 212 ремісників, фабрика поташу, відбувались щотижневі ярмарки а через 27 років, за переписом 1897 року, населення містечка зросло до 1780 мешканців з яких 629 — євреї.
22 квітня 1899 року була пожежа в якій згоріли будинки, холодні прибудови та різне рухоме майно чотирьох селян, таємного радника Петра Більбасова і єврея Берки Майзліша, збитки від пожежі оцінені в 9625 рублів.
Наприкінці 1904 року в містечку було відкрите поштово-телеграфне відділення.
У київській газеті «Рада» за 2(15) лютого 1908 року № 28 надрукована замітка: «За горілку. В містечку Свинюхах селяне на чолі з своїм старшиною напали в трактирі на чотирьох поляків і присікались щоб вони купили їм горілки. Ті одмовились. Тоді селяне накинулись на їх і двох убили, а двох прибили до смерти».
1911 року на честь скасування кріпосного права було споруджено пам'ятник Олександру ІІ. 1922 року польська влада збила бюст, а постамент, виготовлений з сірого граніту, пропав під час будівництва дороги з твердим покриттям, тоді ж знищили єврейське кладовище у 1964 році.
1912 року на честь 300-річчя дому Романових містечко Свинюхи було перейменоване на Романівське, а волость — на Романівську. Початок Першої світової війни, падіння династії, польська окупація не сприяли закріпленню нової назви і вона забулась.
1913 року найбільшим землевласником був Більбасов Микола Петрович, який мав у володінні 500 десятин землі.

### Перша світова війна
| “                 | Тут стояв проти мене полковник Балбачан і тут був мій найгірший бій з російською гвардією… | ” |
| —Василь Вишиваний |                                                                                            |   |

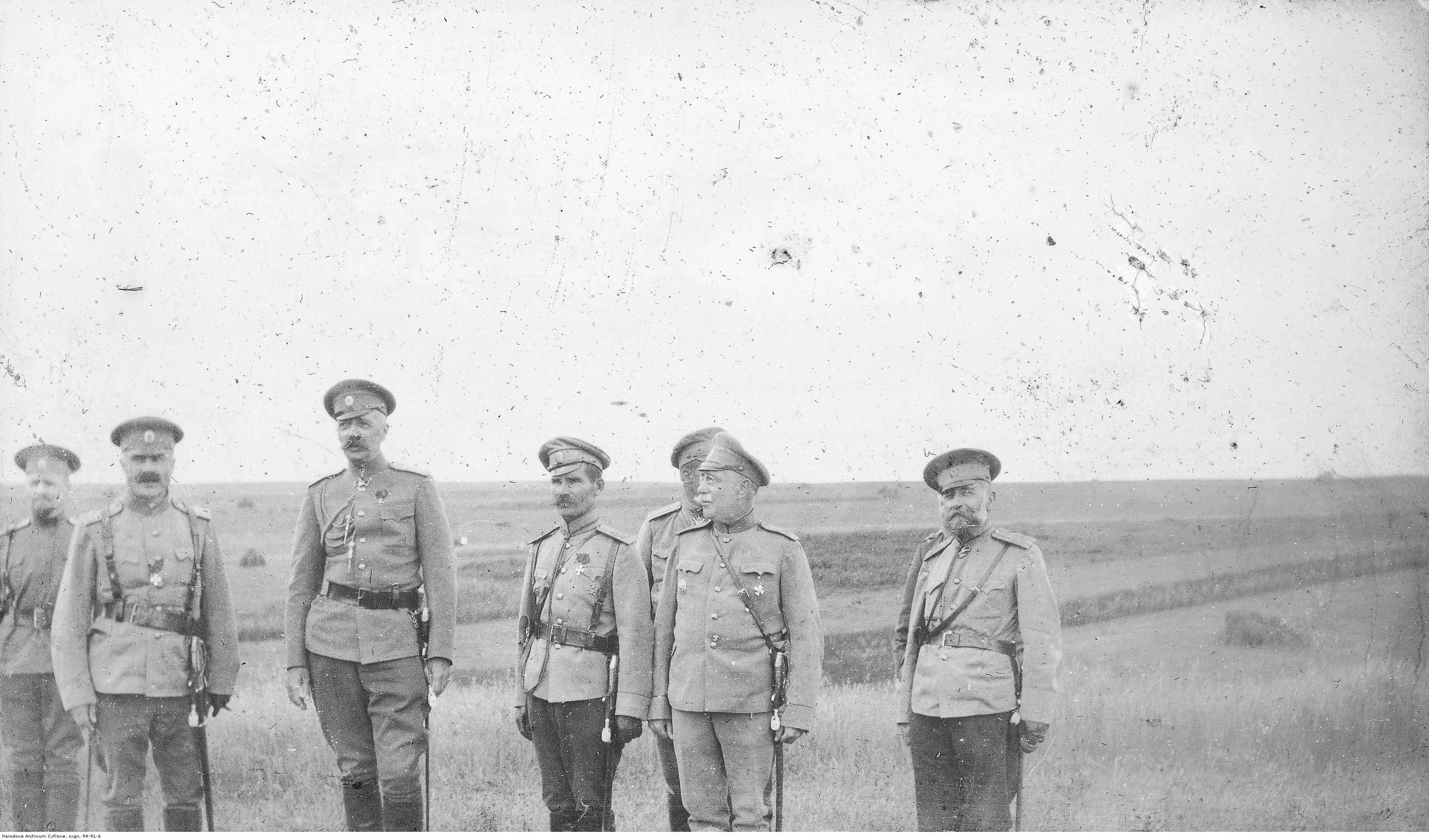
Огляд російських військ під Свинюхами. Зліва направо: нев., генерал Каледін, Великий князь Георгій Миха́йлович Рома́нов, генерал командир 19-ї артилерійської бригади, генерал Тимченко, полковник Ракович (командир 12-го мортирного дивизіону)

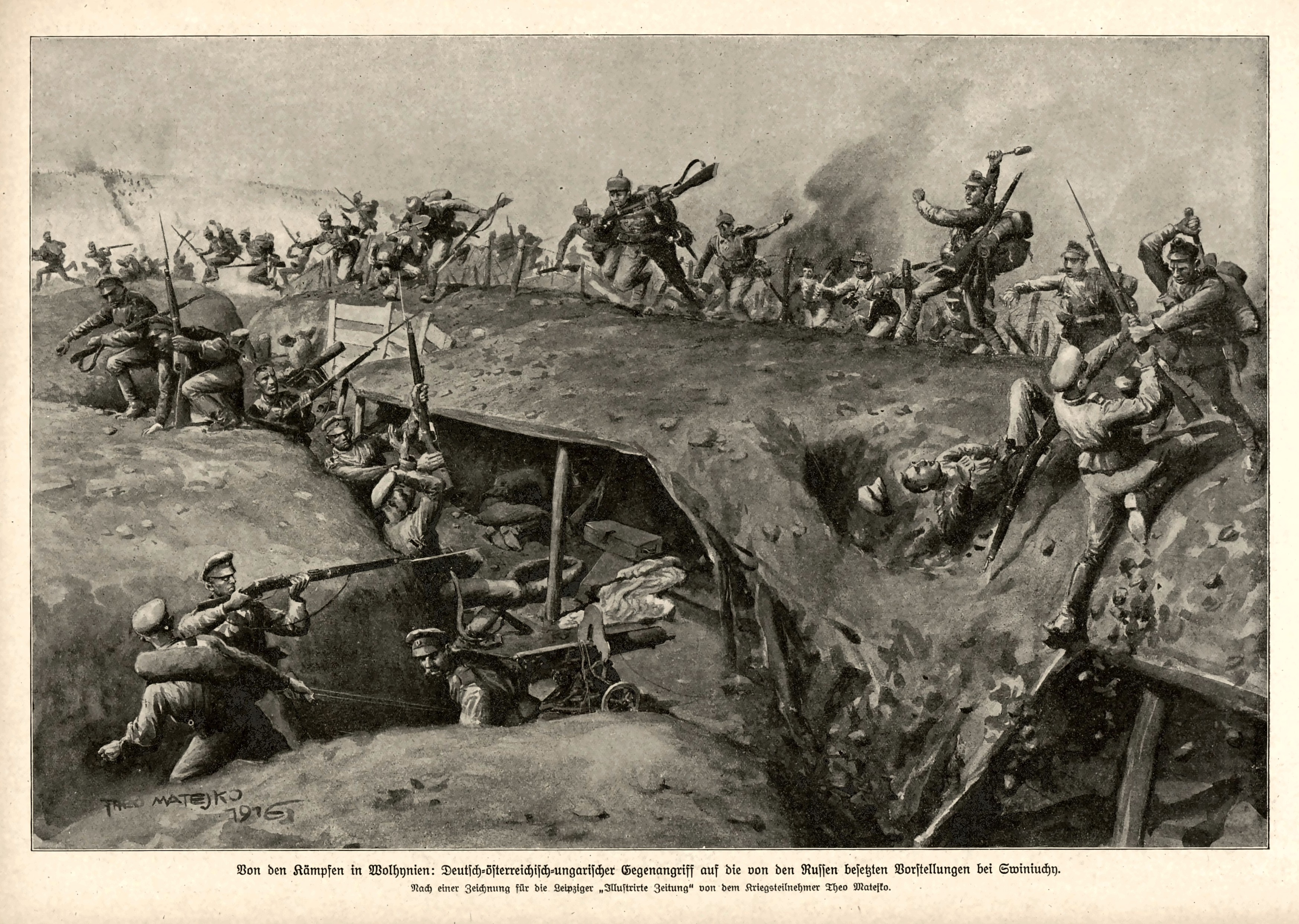
Тео Матейко «Німецько-австрійська контратака під Свинюхами»

Глибокий слід в історії села і пам'яті селян залишила Перша світова війна. Після Горлицького прориву німецько-австрійсько-угорських військ розпочався відступ російських армій з «польського мішка». З боями вони відступали від Вісли до лінії Бугу. Російська Ставка вирішила застосувати тактику «спаленої землі» — ворогові не повинно було діставатись, ні матеріальних об'єктів, ні людських ресурсів. У разі відступу все, як військові, так і цивільні об'єкти підлягали тотальному знищенню, а населення примусовому переміщенню в центральні райони імперії. Залишені населені пункти спалювали російські козаки. За секретною директивою Верховного головнокомандувача від 4 червня 1915 року, 8-ма армія Південно–Західного фронту мала відступити на лінію: Сокаль — Свинюхи — Луцьк. Мешканці Свинюх стали біженцями в російських і східноукраїнських губерніях. Після запеклих боїв 30 серпня 1915 року Свинюхи були захоплені і окуповані австрійськими військами.
У серпні 1916 року Свинюхи опинились на вістрі Брусиловського прориву і четвертого Ковельського наступу. З архівних джерел та мемуарів учасників тих подій значні кровопролитні бої відбувались 18 серпня, 3, 7 і 14 вересня 1916 року за старим стилем. 18 серпня 1916 року в штикових атаках та рукопашних боях, під нещадним артилерійським та рушнично-кулеметним вогнем, 35-м Сибірським стрілецьким полком 10-ї Сибірської стрілецької дивізії, при підтримці артилерії, були захоплені стратегічні висоти — 121.4, 119.4 та розбита телефонна станція в м. Свинюхи. Полонено 20 офіцерів, 1100 солдат, захоплено 3 гармати, 7 кулеметів, 2 міномети, 3 бомбомети та інше спорядження. Втрати полку — 23 офіцери поранено (один смертельно), нижніх чинів: вбито 162, поранено 1118, пропало безвісти 515. Вдруге, Свинюхи і Коритницю, 7 вересня, захопили війська 1-го гвардійського корпусу (Преображенський, Семенівський, Ізмайловський, Єгерський полки) та 15-ї піхотної дивізії (Модлінський 57-й піхотний полк) але околиці та сусідні села ще довго були полем позиційних і артилерійських боїв із застосуванням отруйних газів, повітряних боїв та бомбардувань.
В. В. Вишневский, старшина розвідки лейбгвардії Єгерського полку, згадує про бої під Свинюхами: «Знищення Гвардії! Атаки 3 і 7 вересня! Ніякої артилерійської підготовки не було. Перед нами густі ряди німецьких дротяних загороджень, крізь які немислимо пройти. На дротах повисли сотні трупів єгерів. Під ураганним гарматним та кулеметним вогнем ми кілька разів виходили з окопів та з криком „ура“ кидались на дріт. Падали вбиті та поранені потопаючи в рідкому осінньому багні… Більш жорстокої, більш безглуздої битви я не бачив ні до, ні після боїв у Свинюх».

Командуючий 8-ю армією генерал Каледін для наступу вибрав плацдарм навпроти містечка Свинюхи та Коритницького лісу, що вклинювався в розташування австро-німецьких військ. Як виглядала ця місцевість згадує учасник тих подій, офіцер лейбгвардії Семенівського полку, Ю. В. Макаров:
Від сіл подекуди стирчали тільки комини. Місцевість з нашого боку була порита вглиб версти на три. Паралельно 1-й лінії тяглися десятки траншей, з інтервалом кроків на сто один від одного, глибоких, з бліндажами, але в цей час вже значно запущених і загиджених. Всі вони перетиналися нескінченними, вузькими, звивистими ходами сполучень. Виходив цілий лабіринт, розібратися в якому було нелегко. То там, то сям стирчали з землі дерев'яні хрестики з палиць і з дощок, деякі зовсім свіженькі, деякі вже готові впасти… Де-не-де написи чорнильним олівцем, від старих дощів важко читаються…
Третього вересня 1916 року в 15.00 відбулась невдала атака Преображенського та Єгерського полків 1-го гвардійського корпусу. Наступного дня командувач армією Каледін був дуже невдоволений, кажучи, що гвардія не бажає по справжньому битися і симулює атаки. Наступ вирішили повторити 7 вересня. Сильна артилерійська підготовка тривала весь день 6 вересня і до світанку 7 вересня. О 5-й годині ранку лейбгвардії Семенівський та лейбгвардії Ізмайловський полки, які стояли в першій лінії оборони, кинулись в атаку, вибили ворога з кількох рядів укріплень і зайняли: перші — «грушоподібну» висоту (сильний опорний пункт ворога), а другі — частину лісу біля села Свинюхи і окопи на захід від села Коритниця. На правому фланзі семенівці не були підтримані сусідніми частинами, до того ж між ними та ізмайловцями виявився досить значний розрив. Противник для відновлення становища провів дві енергійні контратаки — одну з півночі лісу, в обхід правого флангу семенівців, іншу з півдня, в обхід лівого флангу ізмайловців. Атака на семенівців була зупинена висуненням 1-го і 3-го батальйонів лейбгвардії Преображенського полку, уступом за їх правим флангом. На ліквідацію контратаки з півдня кинутий лейбгвардії Єгерський полк, який був в дивізійному резерві і займав позицію за Ізмайловським полком. Внаслідок атаки ізмайловці і єгеря вийшли на південну галявину лісу біля села Свинюхи. В цей час почалась третя контратака німців на північну галявину цього лісу, у фланг і тил ізмайловцям і єгерям (німці рухались в прорив між «грушоподібною» висотою і Свинюським лісом). Їм у фланг рушив 2-й батальйон Преображенського полку під командуванням О. П. Кутепова. Не менше 5-ти важких і велика кількість легких батарей ворога відкрили по ньому загороджувальний вогонь. Батальйон йшов як на навчаннях. Люди падали десятками, інші змикалися тримаючи рівняння і ногу. Час від часу Кутепов на ходу повертався і підраховував: «лівою, лівою!». Атака була до того стрімка і для противника несподівана, що майже не чинячи опору, німці відступили назад, залишаючи численних полонених і кулемети. Захопленою виявилась вся ділянка від «грушоподібної» висоти і до західного узлісся Свинюського лісу. Перемога 1-ї гвардійської піхотної дивізії не була використана командуванням армії. За винятком зайняття кількох укріплень, атака 9 вересня не вдалася.
Наступна атака планувалась на 16 вересня але група генерала Марвиця завдала потужного удару 14 вересня в стикування між Особливою та 8-ю арміями (точніше в проміжок між 10-ю Сибірською (8 вересня ввечері змінила частини під командуванням Кутепова) та 9-ю Сибірською дивізіями). Внаслідок надзвичайно сильного ураганного вогню артилерії та необстріляності нового поповнення 10-та Сибірська дивізія була повністю розбита. Ставкою проводилось детальне розслідування такої поразки. З пояснення командира 1-го гвардійського корпусу генерал-лейтенанта Потоцького, командний пункт якого знаходився на висоті 120 і з якої було добре видно проміжок між Свинюхами і Коритницьким лісом («Сапог» — за військовою термінологією), дивізія не виявила необхідної стійкості — здалось в полон 40 офіцерів та більше 3000 нижніх чинів, залишені гармати та кілька десятків кулеметів, були свідки які бачили ганебну здачу цілих рот без бою. Це змусило командування відстро́чити атаку яка розпочалась на ділянках Особливої та 8-ї армій 19 вересня а на фронті Особливої армії бої продовжувались з надзвичайною завзятістю до 22 вересня 1916 року.
| 1916 рік  | Військове звання | вбито | поранено | залишилось на полі бою | разом |
| --------- | ---------------- | ----- | -------- | ---------------------- | ----- |
| 3 вересня | офіцери          | 33    | 163      | 8                      | 204   |
| 3 вересня | нижні чини       | 2838  | 12265    | 1605                   | 16708 |
| 7 вересня | офіцери          | 27    | 179      | 18                     | 224   |
| 7 вересня | нижні чини       | 3867  | 14293    | 2129                   | 20289 |
|           | всього           | 6765  | 26900    | 3760                   | 37425 |

З секретних австро-угорських військових карт, датованих 7 червня і 7 грудня 1917 року, видно що Свинюхи знову були захоплені австро-угорською армією.

### Революційні події 1917—1921 рр

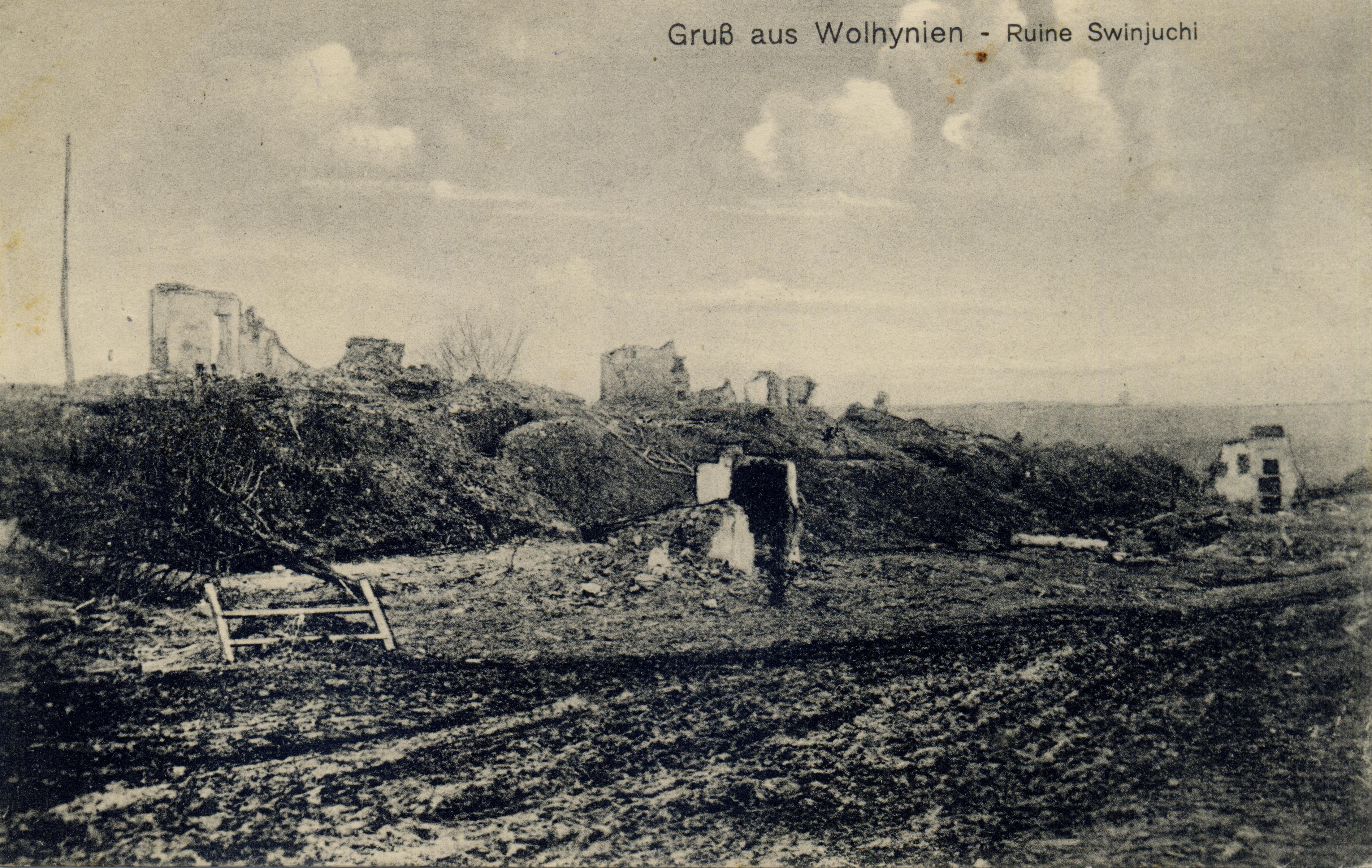
Руїни Свинюх. Березень 1917 р.

Після Української національної революції та Берестейського миру в село почали повертатись біженці. Жили в землянках, залишених австрійцями бліндажах, зводили халупки, знімали з полів загорожі з колючого дроту, засипали вирви, траншеї, окопи — помалу обживались.
Польсько-українська війна для волинян почалася 3 січня 1919 року, коли польські війська увійшли на територію Волині, яку залишали австро-німецькі окупаційні війська. Розпочалася битва за Ковель та Володимир-Волинський. Відомо що в травні 1919 року в Горохові був розташований штаб Володимир-Волинської бойової групи Армії УНР. Місцевість була свідком важких кривавих боїв Армії Української Народної Республіки на два фронти з поляками і більшовиками. 16 травня 1919 року поляками був захоплений Луцьк.
7 серпня 1920 року Свинюхи зайняли частини 24-ї стрілецької дивізії РСЧА а 8 серпня відбувся бій 1,5, 6-го полків піхоти Легіонів 1-ї польської дивізії і 2-го ескадрону 3-го полку уланів 3-ї польської армії де була повністю розгромлена 72-а стрілецька бригада (за польськими документами) 12-ї армії РСЧА. Попри таку перемогу польська армія відступила за ріку Буг готуючись до Варшавської битви.
Через Свинюхи 25 серпня 1920 року проходили обози Першої кінної армії Будьонного яка наступала на Замостя та вже на початку вересня ця червона навала покотилась назад. 3 вересня, після бою під Скоморохами, через село відступав 393-й Таращанський полк до Луцька, підірвавши мости через Стир та це не стримало наступу поляків і вже 16 вересня вони знову захопили Луцьк.

### У складі Польської Республіки
| В місяці серпні 1921 р. виїхали ми в свій край. На руїнах по великій войні, якось, збудували гніздо й потекло бідне сиротське життя, бо матір нашу війна з’їла. |
| — Анастасія Дацюк (Максимович) |

Град вибив жита. Комісія з визначення збитків. Самий високий в шляпі — Дацюк Вячеслав Феофілович.

4 клас Свинюської школи. В центрі отець Пилип (Шишковський), зліва від жінки директор школи Piotr Trznadel, у другому ряду справа сидять: 4-й Микола Дацюк, 7-ма Люся Шишковська.

5 клас Свинюської школи. В центрі директор школи Piotr Trznadel. 10-та в 3-му ряду справа Люся Шишковська, в 4-му ряду 2-й Микола Дацюк.

Після підписання Варшавського договору представниками Польщі та Української Народної Республіки і наступного Ризького миру землі Західної України відійшли до Польщі. У період польської адміністрації Свинюхи були центром ґміни Горохівського повіту Волинського воєводства Польщі. Адміністративно Свинюхи були поділені на містечко Свинюхи і на село Свинюхи. Швидкому відродженню села сприяло розміщення тут гмінного уряду і поліцейського постерунку. Євреї швидко розбудували містечко, відкрили бакалійні, гастрономічні, промтоварні крамнички, облаштували кравецькі, шевські, столярні майстерні, заклади громадського харчування, перукарню. Польський промисловець Стреп збудував тут один із своїх парових млинів а німець Гроссман — вітряк, український фельдшер Вячеслав Дацюк відкрив амбулаторію, поляк Сложинський — перукарню, євреї Нута — кузню на три робочих місця, Фроїм — олійню. За рахунок держави було збудовано приміщення семирічної школи в якій українську мову вивчали під назвою русинської, відкрито аптеку, пошту, прокладено телефонні лінії до Горохова й Локач, забруковано вулиці містечка. При гмінному уряді була молочарня, племінні стайні і бичатник, ветпункт, працював приватний пункт закупівлі молодняка ВРХ. Запрацював сільський споживчий кооператив, читальня «Просвіти», було створено добровільну протипожежну дружину. В серпні 1931 р. в Свинюській гміні град знищив урожай, постраждало багато господарств. Польським урядом була організована комісія з відшкодування збитків яка працювала 18-25 серпня 1931 р.
Окупаційний режим, податковий гніт, соціальна безвихідь сприяли росту політичної і національної свідомості, спонукали до протесту. Найбільш свідомі і рішучі елементи об'єднались у підрільні осередки КПЗУ і ОУН. На території Свинюської гміни осередки КПЗУ мали більший вплив на населення. Міцний осередок діяв у Коритниці. На його базі був сформований коритненський райком КПЗУ, який об'єднав 15 осередків і 36 членів. Секретар підпільного райкому КСМЗУ Олександр Лаценко був застрелений у 1939 році жандармами за спротив під час арешту.
В 1931 році тут була одна з найбільших громад адвентистів на Волині — 126 вірян.

### Друга світова війна
Друга світова війна для жителів села почалась 1 вересня 1939 року. У селі пройшла мобілізація резервістів, фондового складу коней, проведено масову закупівлю зернофуражу. По тракту в бік Горохова потяглися колони відступаючих частин Війська Польського. А вже 20 вересня в село вступили частини Червоної Армії. Школа повністю перейшла на українську мову. Темами уроків в першому класі було — роз'яснення дітям що таке «Сталінська Конституція» і що вона нам дала; читання оповідань: «Соціалістичне змагання», «Ленінград»; розмова про Леніна; розмова на тему: «Більшовики з'єднали два моря» та склад речень на цю тему; читання оповідань: «Комуністична партія», «Як я познайомилась з товаришем Сталіним», «Я говорила з Сталіним»; розмови на тему прочитаних оповідань: «Папанінці», «Наш Сталін»; напам'ять вірші: «Мавзолей», «Пісня про Сталіна», «Наша батьківщина»; розучування пісні «Якщо завтра війна»; повтор пісень: «Пісня про Ворошилова», «Приамурська партизанка» і т. д.
У бібліотеку завезли літературу українською та єврейськими мовами, був відкритий сільський клуб, безземельним селянам віддали землю, яка була у власності поляків, що залишили село. Головою сільської ради обрали Григорія Купріюка.
Розгортання колгоспного будівництва тоді не набрало розмаху, бо перешкодила війна.
23 червня 1941 року в Свинюхах вже були німці (29-й армійський корпус). Наймасштабнішою бойовою операцією з початку війни на наших теренах був вихід оточеної в районі Порицьк—Сокаль—Милятин 124-ї стрілецької дивізії Червоної армії, коли після розгрому німецького піхотного полку Гофмана 26.06.1941 р. в районі Лемешів—Кути, 406 стрілецьким полком цієї дивізії, над Свинюхами із кулеметно-зенітної установки був збитий німецький літак. 30 червня 1941 року був запеклий 5-ти годинний бій в Коритненському лісі, після якого дивізія з боями 24.07.1941 року вийшла з оточення в Білокоровичах і пізніше загинула в Битві за Київ. На території колишньої школи, де пізніше розташувалася дільнича лікарня, у великій братській могилі поховали німецьких солдат, а біля обійстя Лариси Лаценко — німецьких льотчиків. Залишились безіменні і червоноармійські могили.
До євреїв населення села ставилося дуже добре. В одного з них була кнайпа де було багато різновидів смачних ковбас, «смальцові» оселедці з Балтійського моря, пиво в бочечках — в кого було весілля то брали цілу бочечку. Перед виселенням євреїв у гетто в Локачах вони віддавали сусідам на збереження свої речі (одяг, скатертини, тощо), напевно думали що повернуться. Якось німецькі солдати у вдови забрали єдину корову то отець Пилип Шишковський на чолі делегації поважних селян звернувся до німецького командира і той наказав повернути, люди подумали що німці справедливі але коли забирали двох близнюків-євреїв яких любило все село то той німець, на прохання їх залишити, дуже розсердився, затупав ногами і сказав: «Ідіть геть і більше не приходьте бо підете разом з ними». Восени 1941 року 367 євреїв зігнали в Локачинське гето і пізніше всіх розстріляли. На примусові роботи в Німеччину було вивезено 117 юнаків і дівчат. Без суду, через підозру в нелояльності до окупаційного режиму, розстріляли 10 чоловік.

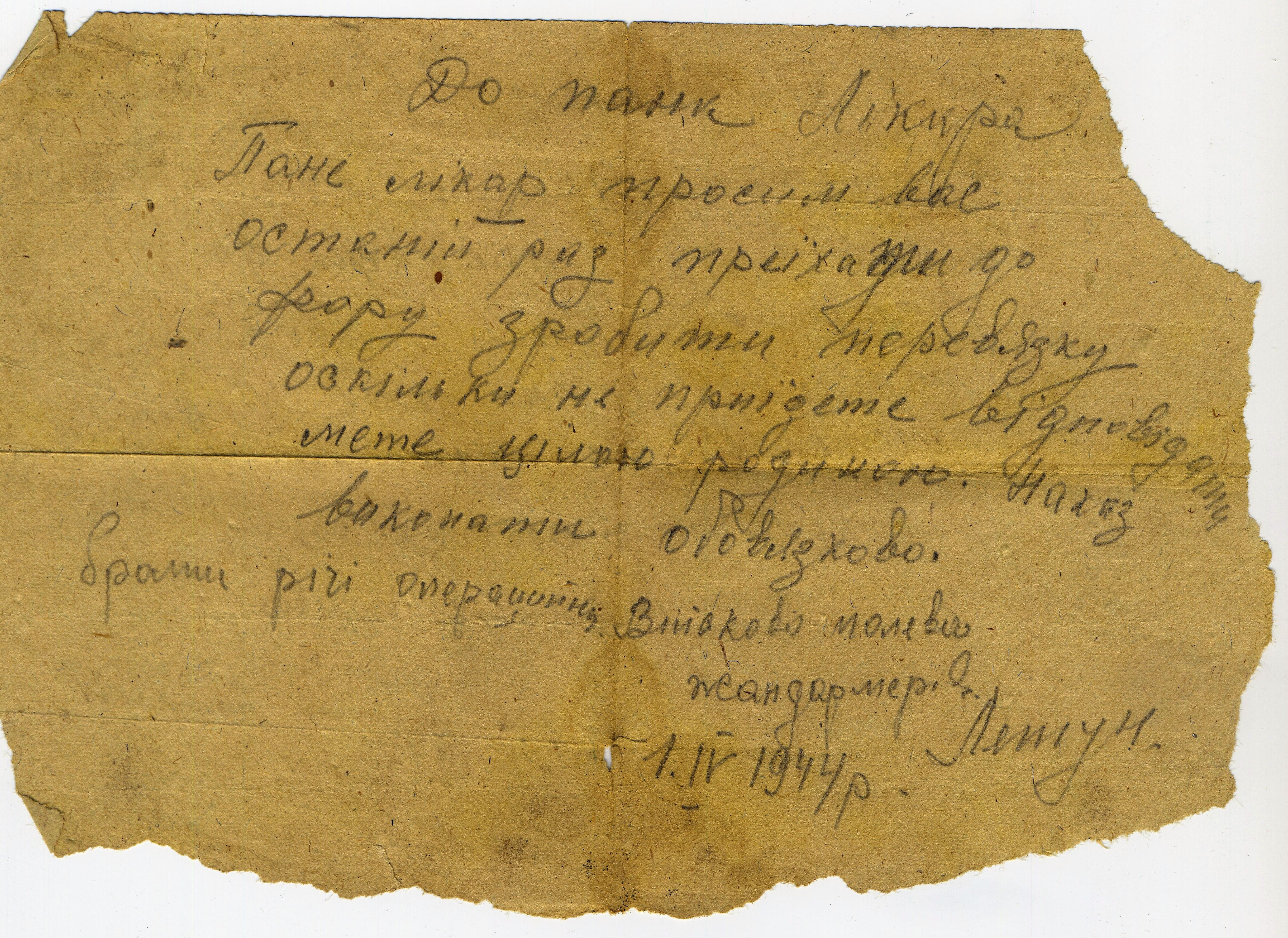
Записка залишена повстанцем ОУН–УПА для захисту сім'ї фельдшера Вячеслава Дацюка.

За таємним наказом Центрального проводу ОУН(б) від 20 березня 1943 р. про негайний перехід у лісові масиви та приєднання до повстанських загонів, однієї ночі, українська поліція в повному складі зі зброєю поповнила лави УПА. До визвольної боротьби приєдналось чимало жителів села, зокрема Григорій Хоромець, Пилип Штинько, Ілько Пилюк, Тихін Трофимюк, Степан Слюсарський, Леонід Шушковський. Медичну допомогу пораненим воїнам УПА надавав земський фельдшер Дацюк Вячеслав Феофілович, учасник Першої світової війни, поранений шрапнеллю.
1 серпня 1943 р. у с. Кремеш відбувся бій УПА під час якого були спалені 2 німецьких автомобілі та вбито 28 гітлерівців. Німці у відповідь спалили 9 хат у Кремеші і 5 у Свинюхах. З літа 1943 року до ранньої весни 1944 року влада в селі фактично належала місцевому самоврядуванню під керівництвом ОУН-УПА.

### Радянський період

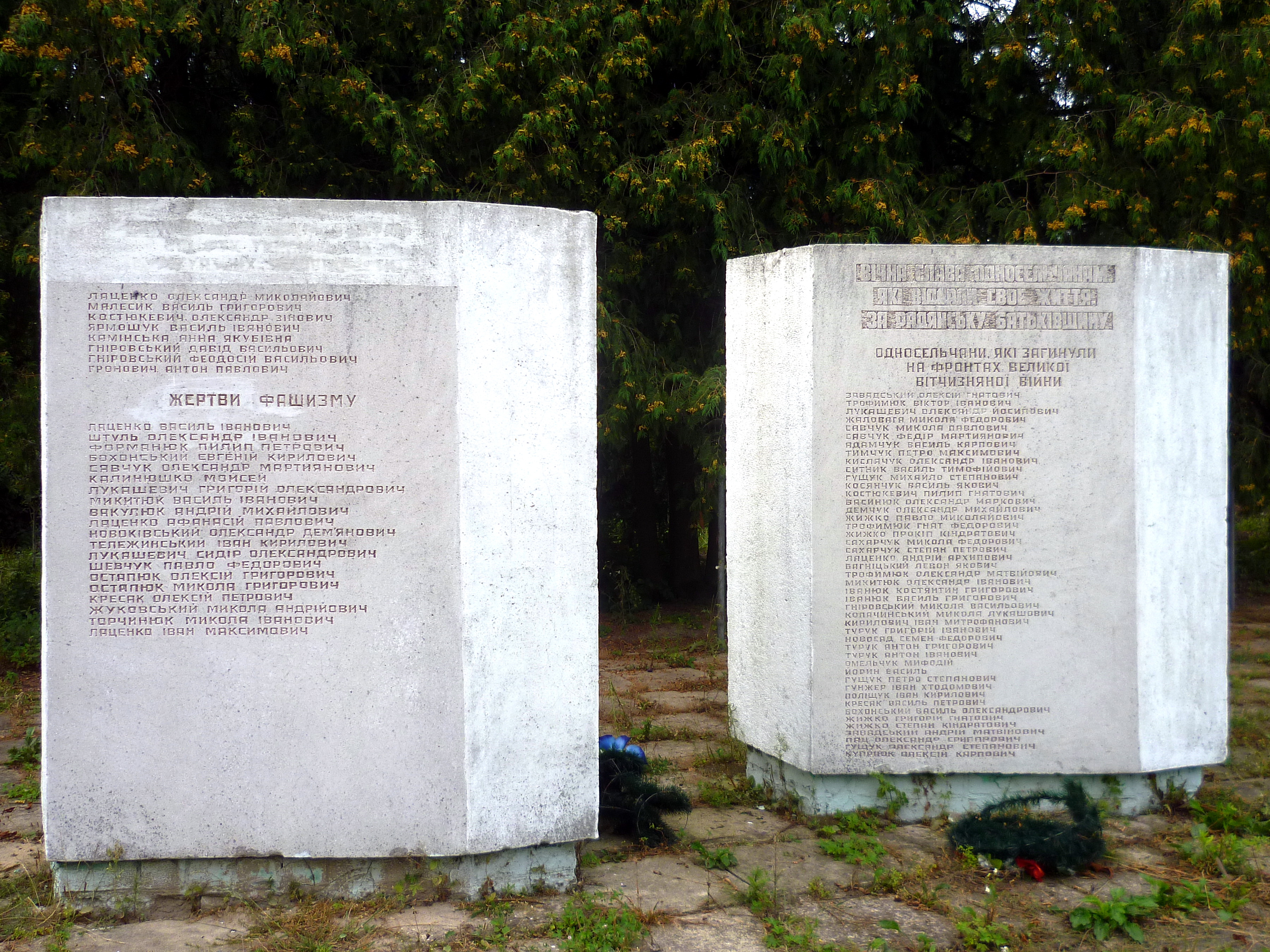

Село було звільнене від фашистів 14 липня 1944 року частинами 106-ї стрілецької дивізії під командуванням полковника М. М. Власова. Німці чинили запеклий опір, продовжуючи відступ в західному і південно-західному напрямку. Втрати дивізії за день бою — 30 поранених і 2 вбитих. Полонено 32 німця. Всього за 13—14.07.1944 р. втрати дивізії становили 200 поранених і 21 вбитий. Знищено 450 солдат і офіцерів противника, полонено 42. Захоплені трофеї: 4 пушки, 7 возів, 6 кулеметів, коней — 3, 81-мм мін — 600, снарядів різних калібрів — 1500, легкова автомашина, мотоцикл і радіостанція.
8 серпня 1944 р. чоловіки були мобілізовані в Червону армію та брали участь у важких боях за Віслою і в Карпатах. 
На фронтах Другої світової війни загинуло 38 привітненців.
У 1946—1947 роках, завдяки активним діям УПА, голодомору не було та через неврожай населення голодувало — їли мамалигу, хамулу (узвар з мукою як кисіль), варили кропиву. Менше голодували ті хто мав корову. Пізніше в ці нелегкі повоєнні роки бачили мешканці як везли в Локачі, у бричці, між двома охоронцями з перехрещеними гвинтівками та з примкнутими штиками, худеньку в чорному одязі вдову за «три колоски», бандерівця який гордо стояв в кузові машини — для цієї «ганьби» чи на пострах спеціально зганяли школярів та селян які мовчки дивились один на одного, відчули на собі колективізацію з непосильними податками та стягненням недоїмків.
| - |                                | |
| \| № \| Прізвище, ім'я, по батькові \| Біографічні довідки \| \| -- \| ------------------------------ \| ------------------------------------------------------------------------------------------------------------------------------------------------------------------------------------------------------------------------------------------------------------------------------------------------------------------------------------------------------------------------------------------------------------------------------------------------------------------------------------------------------------------------------------------------------------------------------------------------------------------------------------------------------------------------------------------------- \| \| 1 \| Бабиляс Василь Наумович \| 1898 р. н., с. Коритниця або с. Свинюхи (тепер с. Привітне) Локачинського р-ну, українець, заможний селянин, позапартійний. Заарештований 04.03.1946 р. Локачинським РВ МДБ. Звинувач. у приналеж. до ОУН і зв'язках з УПА. ВТ в/МВС Волинської області 24.05.1946 р. (08.06.1946 р.) засуджений за ст. 54-1а, 54-11 КК УРСР на 10 р. ВТТ, з позбавленням прав на 5 р. і к/м. Звільнений 18.07.1955 р. Реабілітований 13.08.1992 р. прокуратурою Волин. обл. (Архів УСБ України у Волинській обл., ф. п., спр. 6330; Держархів Волинської обл., ф. 4666, оп. 2, спр. 2557, арк. 7, 127, 129.)[68]. \| \| 2 \| Бабиляс Іван Васильович \| 1930 р. н., с. Свинюхи (тепер с. Привітне) Локачинського р-ну, українець, із селян, колгоспник, позапартійний. Заарештований 27.08.1950 р. Локачинським РВ МДБ. Звинувач. у приналеж. до ОУН і зв'язках з УПА. ОН МДБ СРСР 10.03.1951 р. засуджений за ст. 5-33 КК УРСР на 10 р. ВТТ. Покарання відбував у Красноярському краї? Кустанайської області (Казахстан). Звільнений 12.06.1956 р. Реабілітований 4.08.1989 р. прокуратурою Волинської області (Держархів Волинської обл., ф. 4666, оп. 2, спр. 2557; Спр. 3327). \| \| 3 \| Бабиляс Ніна Василівна \| 1925 р. н., с. Свинюхи (тепер с. Привітне) Локачинського р-ну, українка, селянка-одноосібниця, позапартійна. Заарештована 02.03.1946 р. Локачинським РВ МДБ. Звинувач. у приналеж. до ОУН і зв'язках з УПА. ВТ в/МВС Волинської області 24.05.1946 р. (08.05.1946 р.) засуджена за ст. 54-1а, 54-11 КК УРСР на 10 р. ВТТ з позбавленням прав на 5 р. і к/м. Звільнена 18.07.1955 р. Реабілітована 13.08.1992 р. прокуратурою Волинської області (Архів УСБ України у Волинській обл., ф. п., спр. 6330; Держархів Волинської обл., ф. 4666, оп. 2, спр. 2557, арк. 7, 127, 128). \| \| 4 \| Васинюк Віра Іванівна \| 1926 р. н., с. Свинюхи (тепер с. Привітне) Локачинського р-ну, українка, селянка-одноосібниця, позапартійна. Заарештована 29.12.1946 р. УМДБ у Волинській області. Звинувачена у пособництві німцям. ВТ в/МВС Волин. обл. 04.04.1947 р. засуджена за ст. 54-1а, 54-11 КК УРСР на 10 р. ВТТ з позбавленням прав на 5 р. і к/м. Звільнена 28.07.1955 р. Реабілітована 02.04.1992 р. Волинським обласним судом. (Архів УСБ України у Волинській обл., ф. п., спр. 5380). \| \| 5 \| Гнеровський Петро Іванович \| 1920 р. н., с. Свинюхи (тепер с. Привітне) Локачинського р-ну, українець, із селян, освіта 2 кл., солдат ЧА, позапартійний. Заарештований 26.12.1944 р. ВКР «Смерш». ВТ 1-ї Артилерійської дивізії РГК 05.02.1945 р. засуджений за ст. 58-2, 58-11 КК РРФСР на 8 р. ВТТ. Покарання відбував у Дальлазі. Звільнений 26.11.1952 р. і направлений на спецпоселення у Кокчетавську обл. Реабілітований 12.02.1993 р. прокуратурою Волинської області. (Архів УСБ України у Волинській області, ф. п., спр. 6523; Архів УМВС України у Волинській обл., спр. 7216). \| \| 6 \| Єрин Василь Прокопович \| 1916 р. н., с. Свинюхи (тепер с. Привітне) Локачинського р-ну, українець, із селян, рядовий ЧА. Заарештований 09.12.1944 р. ВКР «Смерш». Звинувачений у антирадянській діяльності ВТ 1-ї Артилеристської дивізії прориву 05.02.1945 р. засуджений за ст. 58-2, 58-11 КК РРФСР на 10 р. ВТТ з п/п на 5 р. Покарання відбував у Мінлазі. Звільнений 11.04.1954 р. Реабілітований 12.02.1993 р. прокуратурою Волинської обл. (Архів УСБ України у Волинській обл., ф. п., спр. 6523). \| \| 7 \| Жижко Андрій Васильович \| 1921 р. н., с. Свинюхи (тепер с. Привітне) Локачинського р-ну, українець, із селян, робітник млина, зв'язковий УПА, псевдо Потап. Заарештований 02.08.1944 р. УНКВС у Волинській обл. ВТ[w]в/НКВС Волинської обл. 28.11.1944 р. засуджений за ст. 54-1а, 54-11 КК УРСР на 10 р. ВТТ з п/п на 5 р. і конфіскацією майна. Звільнений 15.06.1954 р. і направлений на спецпоселення в Казахстан. Звільнений зі с/п у 1956 р. Волинським обл. судом 25.09.1991 р. справу закрито за відсутності складу злочину. Реабілітований 24.06.1992 р. прокуратурою Волинської обл. (Архів УСБ України у Волинській обл., ф. п., спр. 360, арк. 360; Спр. 5838; Архів УМВС України у Волинській обл., спр. 166). \| \| 8 \| Жижко Христина Петрівна \| 1922 р. н., с. Свинюхи (тепер с. Привітне) Локачинського р-ну, українка, освіта 4 кл., селянка-одноосібниця, п/парт. ОН[x]НКВС СРСР 30.01.1946 р. виселена в Чусовський р-н Молотовської обл. як член сім'ї вояка УПА. Здійснила втечу. Нарсудом Молотовської обл. 05.08.1947 р. засуджена за ст. 82, ч. 2 КК РРФСР на 3 р. ВТТ. Звільнена 06.04.1950 р. і повернута на заслання. Звільнена 10.12.1956 р. Реабілітована прокуратурою Волинської обл. (Архів УМВС України у Волинській обл., спр. 166). \| \| 9 \| Слюсарський Степан Данилович \| ? р. н., псевдо Гусар, уродженець с. Привітне Локачинського р-ну Волинської області. З 1943 р. кущовий вишкільний військовик ОУН. Арештований 1944 р. органами НКВС (Джерела: Архів УСБУ у Волин. обл. — Ф. П. — Спр. 4285). \| \| 10 \| Трофим'юк Ніна Тимофіївна \| ? р. н., псевдо Надя, уродженка с. Свинюхи (тепер с. Привітне) Локачинського р-ну Волинської області. З 05.1943 р. станична УПА (Джерела: Архів УСБУ у Волин. обл. — Ф. П. — Спр. 4866. — Арк. 54). \| \| 11 \| Трофим'юк Олександр Андрійович \| 1919 р. н., уродженець с. Привітне Локачинського р-ну Волинської області. З літа 1943 р. ройовий УПА, в 1944 р. закінчив учительські курси в м. Луцьк. Працював головою Локачинської райспоживспілки. Арешт. 6.10.1945 р. Локачинським РВ НКДБ, засудж. 22.12.1945 р. ВТ 14-ї Повітряної Армії до 10 р. ВТТ з позбавленням прав на 5 р. Реабілітований 30.09.1996 р. (Джерела: Архів УСБУ у Волин. обл. — Ф. П. — Спр. 9168). \| \| 12 \| Трофим'юк Тимофій \| ? р. н., уродженець с. Привітне Локачинського р-ну Волинської обл. Станичний УПА. Вбитий 08.1943 р. червоними партизанами (Джерела: Книга скорботи України. Волинська область. — Т. 3. — Луцьк, 2011. — С. 100). \| \| 13 \| Турук Костянтин Трохимович \| 1911 р. н., псевдо Володя, уродженець с. Свинюхи (тепер с. Привітне) Локачинського р-ну Волинської обл. З 1943 р. вишкільний станичний військовик УПА. Арештований 2.08.1944 р. органами НКВС (Джерела: Архів УСБУ у Волин. обл. — Ф. П. — Спр. 8415). \| |                                | |
| № | Прізвище, ім'я, по батькові    | Біографічні довідки |
| 1 | Бабиляс Василь Наумович        | 1898 р. н., с. Коритниця або с. Свинюхи (тепер с. Привітне) Локачинського р-ну, українець, заможний селянин, позапартійний. Заарештований 04.03.1946 р. Локачинським РВ МДБ. Звинувач. у приналеж. до ОУН і зв'язках з УПА. ВТ в/МВС Волинської області 24.05.1946 р. (08.06.1946 р.) засуджений за ст. 54-1а, 54-11 КК УРСР на 10 р. ВТТ, з позбавленням прав на 5 р. і к/м. Звільнений 18.07.1955 р. Реабілітований 13.08.1992 р. прокуратурою Волин. обл. (Архів УСБ України у Волинській обл., ф. п., спр. 6330; Держархів Волинської обл., ф. 4666, оп. 2, спр. 2557, арк. 7, 127, 129.).                                                                                                 |
| 2 | Бабиляс Іван Васильович        | 1930 р. н., с. Свинюхи (тепер с. Привітне) Локачинського р-ну, українець, із селян, колгоспник, позапартійний. Заарештований 27.08.1950 р. Локачинським РВ МДБ. Звинувач. у приналеж. до ОУН і зв'язках з УПА. ОН МДБ СРСР 10.03.1951 р. засуджений за ст. 5-33 КК УРСР на 10 р. ВТТ. Покарання відбував у Красноярському краї? Кустанайської області (Казахстан). Звільнений 12.06.1956 р. Реабілітований 4.08.1989 р. прокуратурою Волинської області (Держархів Волинської обл., ф. 4666, оп. 2, спр. 2557; Спр. 3327). |
| 3 | Бабиляс Ніна Василівна         | 1925 р. н., с. Свинюхи (тепер с. Привітне) Локачинського р-ну, українка, селянка-одноосібниця, позапартійна. Заарештована 02.03.1946 р. Локачинським РВ МДБ. Звинувач. у приналеж. до ОУН і зв'язках з УПА. ВТ в/МВС Волинської області 24.05.1946 р. (08.05.1946 р.) засуджена за ст. 54-1а, 54-11 КК УРСР на 10 р. ВТТ з позбавленням прав на 5 р. і к/м. Звільнена 18.07.1955 р. Реабілітована 13.08.1992 р. прокуратурою Волинської області (Архів УСБ України у Волинській обл., ф. п., спр. 6330; Держархів Волинської обл., ф. 4666, оп. 2, спр. 2557, арк. 7, 127, 128). |
| 4 | Васинюк Віра Іванівна          | 1926 р. н., с. Свинюхи (тепер с. Привітне) Локачинського р-ну, українка, селянка-одноосібниця, позапартійна. Заарештована 29.12.1946 р. УМДБ у Волинській області. Звинувачена у пособництві німцям. ВТ в/МВС Волин. обл. 04.04.1947 р. засуджена за ст. 54-1а, 54-11 КК УРСР на 10 р. ВТТ з позбавленням прав на 5 р. і к/м. Звільнена 28.07.1955 р. Реабілітована 02.04.1992 р. Волинським обласним судом. (Архів УСБ України у Волинській обл., ф. п., спр. 5380). |
| 5 | Гнеровський Петро Іванович     | 1920 р. н., с. Свинюхи (тепер с. Привітне) Локачинського р-ну, українець, із селян, освіта 2 кл., солдат ЧА, позапартійний. Заарештований 26.12.1944 р. ВКР «Смерш». ВТ 1-ї Артилерійської дивізії РГК 05.02.1945 р. засуджений за ст. 58-2, 58-11 КК РРФСР на 8 р. ВТТ. Покарання відбував у Дальлазі. Звільнений 26.11.1952 р. і направлений на спецпоселення у Кокчетавську обл. Реабілітований 12.02.1993 р. прокуратурою Волинської області. (Архів УСБ України у Волинській області, ф. п., спр. 6523; Архів УМВС України у Волинській обл., спр. 7216). |
| 6 | Єрин Василь Прокопович         | 1916 р. н., с. Свинюхи (тепер с. Привітне) Локачинського р-ну, українець, із селян, рядовий ЧА. Заарештований 09.12.1944 р. ВКР «Смерш». Звинувачений у антирадянській діяльності ВТ 1-ї Артилеристської дивізії прориву 05.02.1945 р. засуджений за ст. 58-2, 58-11 КК РРФСР на 10 р. ВТТ з п/п на 5 р. Покарання відбував у Мінлазі. Звільнений 11.04.1954 р. Реабілітований 12.02.1993 р. прокуратурою Волинської обл. (Архів УСБ України у Волинській обл., ф. п., спр. 6523). |
| 7 | Жижко Андрій Васильович        | 1921 р. н., с. Свинюхи (тепер с. Привітне) Локачинського р-ну, українець, із селян, робітник млина, зв'язковий УПА, псевдо Потап. Заарештований 02.08.1944 р. УНКВС у Волинській обл. ВТв/НКВС Волинської обл. 28.11.1944 р. засуджений за ст. 54-1а, 54-11 КК УРСР на 10 р. ВТТ з п/п на 5 р. і конфіскацією майна. Звільнений 15.06.1954 р. і направлений на спецпоселення в Казахстан. Звільнений зі с/п у 1956 р. Волинським обл. судом 25.09.1991 р. справу закрито за відсутності складу злочину. Реабілітований 24.06.1992 р. прокуратурою Волинської обл. (Архів УСБ України у Волинській обл., ф. п., спр. 360, арк. 360; Спр. 5838; Архів УМВС України у Волинській обл., спр. 166). |
| 8 | Жижко Христина Петрівна        | 1922 р. н., с. Свинюхи (тепер с. Привітне) Локачинського р-ну, українка, освіта 4 кл., селянка-одноосібниця, п/парт. ОННКВС СРСР 30.01.1946 р. виселена в Чусовський р-н Молотовської обл. як член сім'ї вояка УПА. Здійснила втечу. Нарсудом Молотовської обл. 05.08.1947 р. засуджена за ст. 82, ч. 2 КК РРФСР на 3 р. ВТТ. Звільнена 06.04.1950 р. і повернута на заслання. Звільнена 10.12.1956 р. Реабілітована прокуратурою Волинської обл. (Архів УМВС України у Волинській обл., спр. 166). |
| 9 | Слюсарський Степан Данилович   | ? р. н., псевдо Гусар, уродженець с. Привітне Локачинського р-ну Волинської області. З 1943 р. кущовий вишкільний військовик ОУН. Арештований 1944 р. органами НКВС (Джерела: Архів УСБУ у Волин. обл. — Ф. П. — Спр. 4285). |
| 10 | Трофим'юк Ніна Тимофіївна      | ? р. н., псевдо Надя, уродженка с. Свинюхи (тепер с. Привітне) Локачинського р-ну Волинської області. З 05.1943 р. станична УПА (Джерела: Архів УСБУ у Волин. обл. — Ф. П. — Спр. 4866. — Арк. 54). |
| 11 | Трофим'юк Олександр Андрійович | 1919 р. н., уродженець с. Привітне Локачинського р-ну Волинської області. З літа 1943 р. ройовий УПА, в 1944 р. закінчив учительські курси в м. Луцьк. Працював головою Локачинської райспоживспілки. Арешт. 6.10.1945 р. Локачинським РВ НКДБ, засудж. 22.12.1945 р. ВТ 14-ї Повітряної Армії до 10 р. ВТТ з позбавленням прав на 5 р. Реабілітований 30.09.1996 р. (Джерела: Архів УСБУ у Волин. обл. — Ф. П. — Спр. 9168). |
| 12 | Трофим'юк Тимофій              | ? р. н., уродженець с. Привітне Локачинського р-ну Волинської обл. Станичний УПА. Вбитий 08.1943 р. червоними партизанами (Джерела: Книга скорботи України. Волинська область. — Т. 3. — Луцьк, 2011. — С. 100). |
| 13 | Турук Костянтин Трохимович     | 1911 р. н., псевдо Володя, уродженець с. Свинюхи (тепер с. Привітне) Локачинського р-ну Волинської обл. З 1943 р. вишкільний станичний військовик УПА. Арештований 2.08.1944 р. органами НКВС (Джерела: Архів УСБУ у Волин. обл. — Ф. П. — Спр. 8415). |

Після війни почалася відбудова села, відкрили школу, медпункт, пошту, кооперативну крамницю, почала працювати сільська рада. Восени 1944 року в приміщеннях, що лишились у зруйнованому гмінному комплексі, було відкрито МТС і при ній курси трактористів. 26 березня 1945 року уповноважений Наркомзагу УРСР Ніколаєнко доповідав у Волинський обком КП(б)У про труднощі відновлення колгоспу в селі Свинюхи Локачинського району. Він писав, що колгосп існував до війни і був дуже «нелагідний»: низька трудова дисципліна, багато коней загинуло від безвідповідальності, велике безладдя в ньому було. Цей відповідальний представник констатував, що селяни на питання організації колгоспу дивляться погано, не бажають йти в колгосп за винятком 10 активістів. Влітку 1948 року було створено два колгоспи: у західній частині — «Шлях до комунізму», у східній — ім. Будьонного. 30 січня 1961 року секретар Локачинського райкому КП України М. Лоянич звітував про використання молитовного будинку під сільський клуб і бібліотеку.
В 50-х роках, під час радянської кампанії з переселення колгоспників і одноосібних господарств із західних областей України в південні області Української РСР, родина Антона Трофим'юка переселилась до села Тарасівка.
В 1964 р. село перейменоване на Привітне. Нібито навіть місцеві приказку склали: «За чесну працю за хліб та сало село Свинюхи Привітним стало».
Згодом господарства об'єднали й укрупнений колгосп став називатись імені XIX з'їзду КПРС, а з 1969 року й до розпаду носив ім'я імені Леніна. Це було одне з найкращих господарств у районі. Свого найбільшого піднесення воно досягло під головуванням Василя Пилиповича Гуменюка. У цей час тут працювали на різних посадах такі відомі не тільки в районі, але й в області люди, як В. С. Сковородський, В. І. Загорський, Ю. В. Данильчук, Л. В. Бабеляс.
Але справжню славу селу принесли його рядові трудівники — кавалери ордена Леніна — доярка Н. Д. Лукашевич, ланкова З. М. Мельник, голова колгоспу В. П. Гуменюк, кавалер двох орденів Леніна механізатор Г. А. Бабеляс, Герой Соціалістичної праці, депутат Верховної Ради СРСР трьох скликань О. М. Форманюк.

## Історія Свято-Покровської церкви

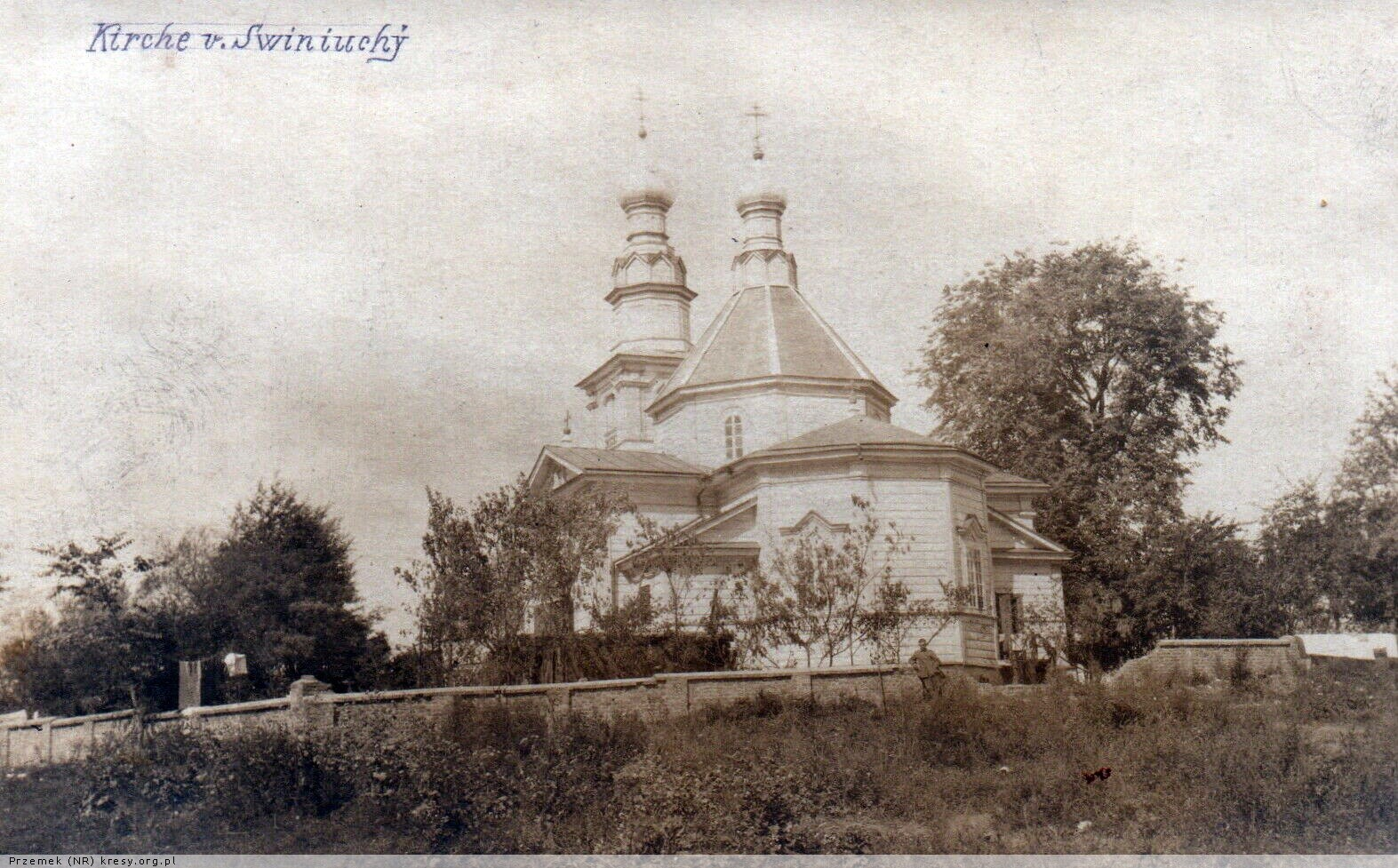
Свято-Покровська церква, 1916

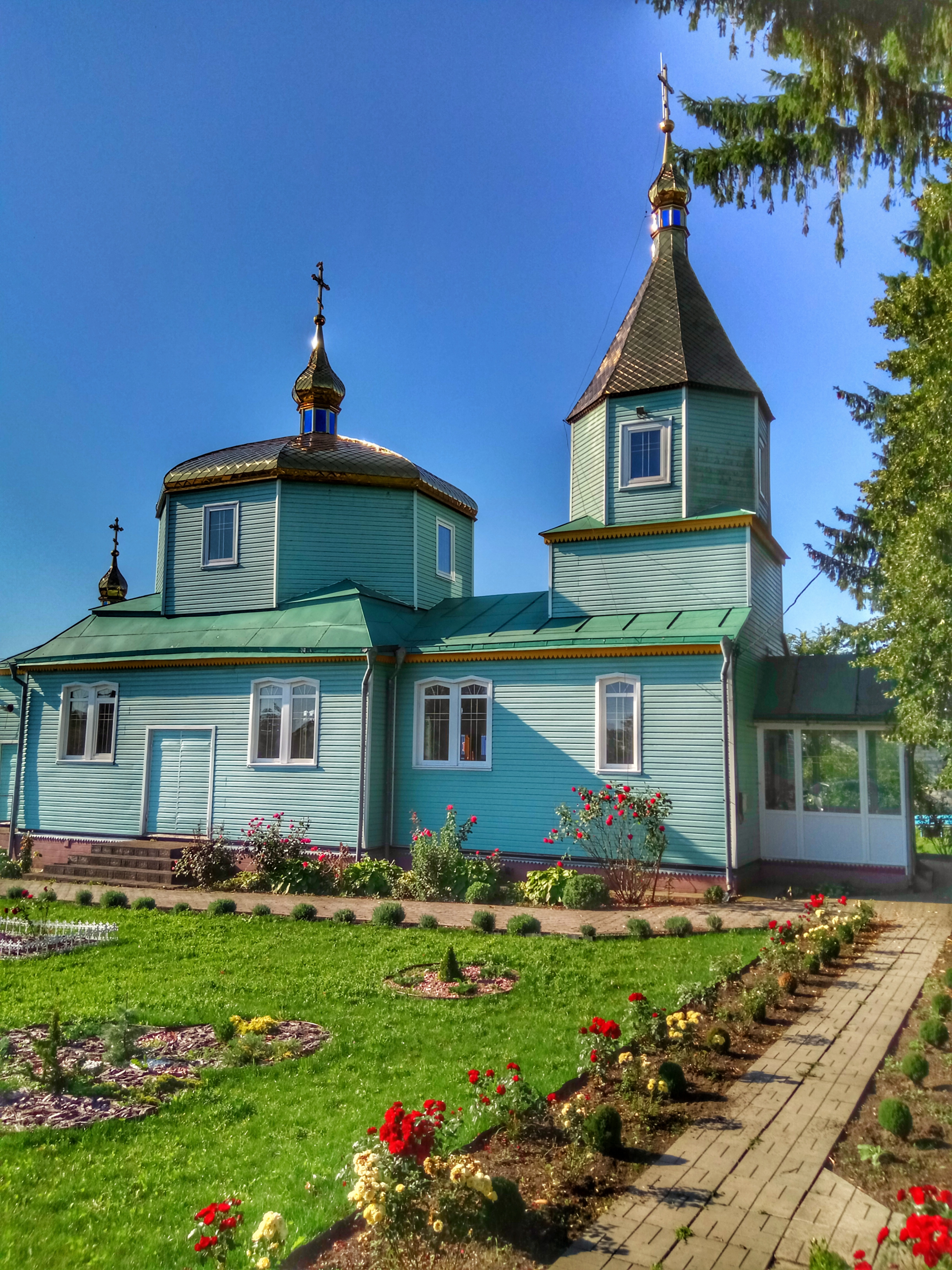
Свято-Покровська церква, 2023

Вперше історію Свято-Покровської церкви в с. Привітне спробував дослідити Харитон Пилипович Сегейда, колишній учитель історії, яку виклав у книзі «Світильники отчої віри» 2002 року. За його підрахунками це вже сьомий храм у селі. До побудови першої Свято-Покровської церкви у містечку була Михайлівська церква та дерев'яна Кладовищенська церква на честь Лева, папи Римського, побудована в 1856 р. дружиною померлого статського радника Гінца. У клірових відомостях за 1834 рік зазначено, що «відомчий депутат» Федір Гуцевич, з Михайлівського храму містечка Свинюхи, у суді відстоював справедливе розмежування церковних земель. З 1844 року по 1865 рік священником Михайлівського храму був Іван Феофілович Скульський, а з 1 липня 1868 року Флор Ісидорович Метельський, який згадується в журналі «Волинські єпархіальні відомості» за 16 червня 1873 року, як голова заснованої церковно-парафіяльної піклувальної ради та ініціатор побудови нового Свято-Покровського храму. Постійними членами парафіяльної ради були: волосний старшина Григорій Іванович Боць, церковний староста Гордій Павлович Торченюк і селянин Степан Артемович Ярмошевич, а також селяни: Назарій Олександрович Марцинковський, Григорій Йосипович Поліщук, Іван Павлович Трофимюк, Олексій Іванович Трофимюк, Петро Федорович Пеньковський, Кирило Іванович Штуль, Данило Федорович Гнировський, Мойсей Тимофійович Костюкевич, Климент Максимович Жаловага і Василій Павлович Мельник.
Свято-Покровська церква побудована в 1874 році на кошти парафіян з невеликою допомогою від уряду для внутрішнього оздоблення храму. З клірових відомостей за 1901, 1907, 1911 роки відомо, що церква була дерев'яна на кам'яному фундаменті з такою ж дзвіницею. Мала п'ять дзвонів, найбільший важив 36 пудів і був придбаний у 1885 році за кошти парафіян, пожертвування місцевого поміщика Більбасова і його дружини. 1901 року церква була пофарбована зовні, вкрита жерстю. Жалування священника тоді було 350 рублів на рік, дяка — 50 рублів. Церковної землі було 52 десятини, сінокосу 4,6 десятини. Земля була горбистою, глинистою та вважалася малоприбутковою. Стояла церква, за спогадами старожилів, неподалік теперішньої автозупинки в Привітному, праворуч шляху в напрямку на Горохів. Біля церкви було поховано місцевого пана Більбасова. На місці його садиби тепер знаходиться школа.
В серпні-вересні 1916 року, під час Першої світової війни, Свято-Покровська церква використовувалась німецько-австрійською армією як військовий лазарет, який не обстрілювався російською артилерією. Зовні вона була білого кольору із зеленими куполами.
Після закінчення війни ті, хто повернувся після евакуації в Свинюхи, не впізнали села. Вони побачили зруйновану церкву і майже всі житлові будинки. Поля, городи і навіть вулиці заросли бур'янами. Вцілів тільки мурований будинок пана Більбасова. Люди жили в австрійських бліндажах, землянках. З часом почали будувати хати на своєму полі і обзаводитися господарством. Але навіть в час такої матеріальної скрути люди не могли жити без церкви. 1919 року на тому місці, де тепер стоїть церква в Привітному, почали будувати храм формою хати, з невеличким куполом посередині даху, покритого соломою. Тіснувато там було, згадували старожили, особливо у великі свята, але всі раділи, що мають свій храм і вже не треба ходити в Новий Загорів, як робили до цього трохи більше року. Правив у ньому отець Василь. Тільки в 1936 році в Свинюхах почали споруджувати нову церкву, знову дерев'яну, хоч фельдшер Вячеслав Дацюк пропонував муровану, але будівництво такого храму вимагало великих коштів і праці. Польський уряд ніякої допомоги не надавав, тому парафіянам доводилося все робити за свої кошти. Будувати її вирішили навколо існуючої, котра була невеликого розміру і виглядала як хата, хоча перекрита була на той час бляхою. В старій церкві тривало богослужіння, а навколо неї будували нову. Це був той храм, котрий згорів у 1984 році за досить загадкових обставин. У вересені 1939 року у Свинюхи прийшла радянська влада. З усіх сил старалися парафіяни, але добудувати церкву не встигли. Районні власті задумали незакінчене приміщення взяти під будинок культури. Це налякало селян. Вони почали працювати потайки, ночами, аби швидше завершити роботи. Розібрали старе приміщення храму, обладнали іконостас уже в новому, ворота у вівтарі замінили килимом. І в церкві з задильованими стінами, на щастя, вже вкритою бляхою почали богослужіння. У роки німецької окупації мало зробили щодо закінчення будівництва церкви. Тільки в середині 50-х років ці роботи завершили. 1972 року, вже за священника Михайла Іванського придбали іконостас. Привітненська церква — одна з тих шести храмів в нашому районі, котрі не закривалися в часи войовничого атеїзму, вистояли завдяки стійкості парафіян у боротьбі проти переслідування релігії. В її приміщення в ті роки звезли обладнання з усіх ближніх до неї храмів району, котрі один за одним закривались, а саме: Колпитова, Коритниці, Бубнова, Заячиць, Линева, Старого Загорова. Робилося все, щоб закрити й Привітненську церкву, але вона мала священника і була діючою. За тодішніми законами, закрити її не було підстав. Спроби вижити з парафії батюшку також не мали успіху. Щоправда, священники в Привітненській церкві змінювались часто. Осінь 1984 року для Привітненської церкви видалася фатальною. Священника того дня викликали на похорон в Коритницю. Повертаючись, він побачив у нічному небі над Привітним сяйво пожежі. То горів його храм. Так не стало ще однієї, з шести діючих, церкви. А всього в районі налічувалося 25, тобто 20 з них закрили, зруйнували або спалили.
Через якихось сім років парафіянам Привітного довелося знову думати про церкву. Знову збір грошей, купівля будівельного матеріалу, а головне — праця. Через масові нестатки вирішили поки що задіяти під храм хату, досить простору і не стару. Її дещо добудували, спорудили купол посеред даху і почали в ній богослужіння. Це була вже шоста за рахунком церква привітненців. А до сьомої приступили в 1990 році. Церкву вирішили будувати простору, дерев'яну. Теперішня Привітненська церква збудована в 1990—1993 роках за кошти парафіян, на місці попередньої, котра згоріла в 1984 році. Як і попередня, дерев'яна, на підмурівку. Зовні та всередині обшальована дошками, пофарбована у синій, блакитний та білий кольори. Покрита оцинкованою бляхою. Дзвіниця знаходиться в одній споруді з храмом. Має три дзвони, відлиті на Нововолинському заводі СТО за кошти пожертвувані кількома організаціями району, які побажали залишитися невідомими. Архітектурною формою нинішній храм нагадує попередній. Будували його майстри з Ковеля і Володимира-Волинського за фотографією, що збереглася в жителів села. Таке побажання виявила більшість парафіян. Поруч — будинок священника, з усіма господарськими приміщеннями, зведений ще в 1960 році за кошти парафіян. 2002 року священником був отець Юрій Курило, потім настоятелем храму став отець Максим Чінка, дяком і старостою Іван Данильчук.

## Історичні поштові листівки, фалеристика

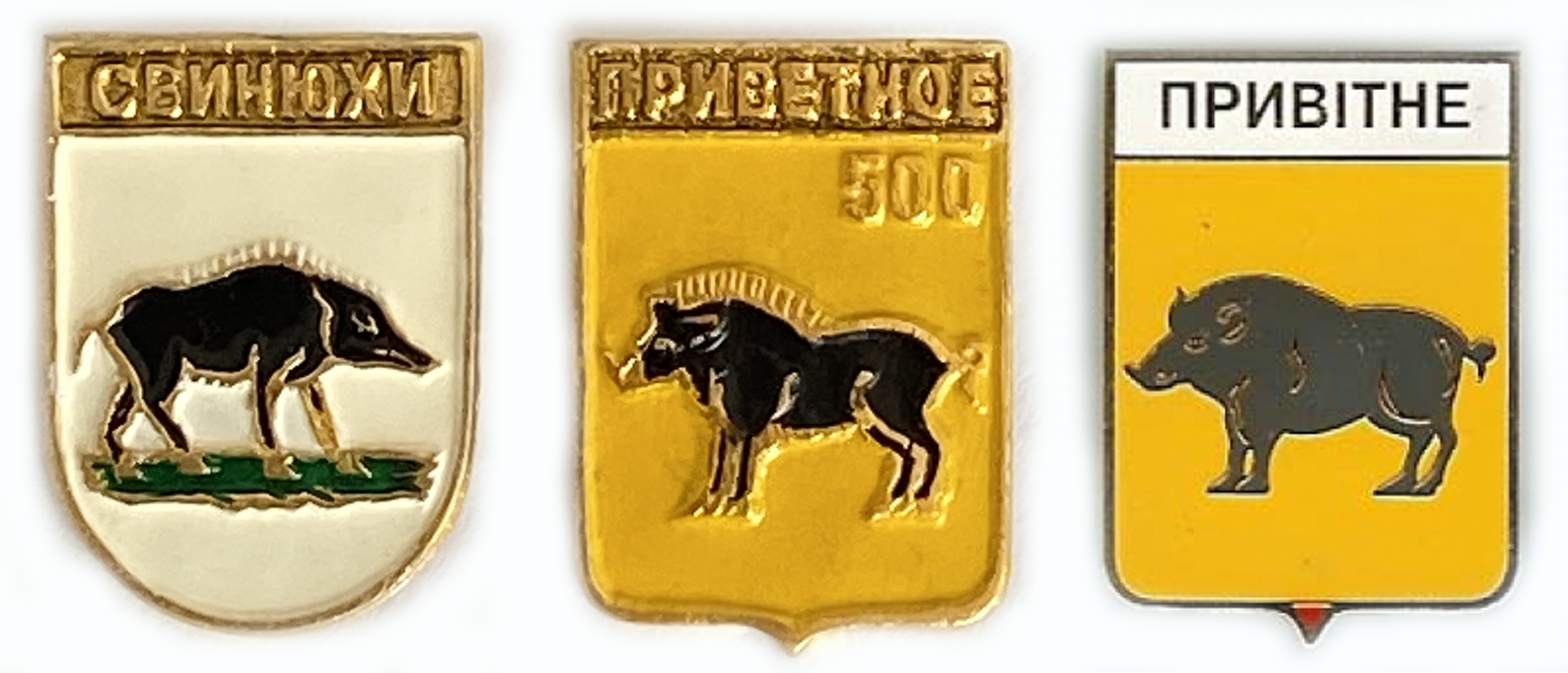
Геральдичні значки з колекції Олександра Видро, Фресно, Каліфорнія, США.

Відомі поштові листівки:
1. «Gruß aus Wolhynien — Ruine Swinjuchi» датована 28—29 березням 1917 р.
2. «Перший день науки української дітвори в Свинюхах на Волині дня 25 мая 1916 р.»

В книзі «Українські січові стрільці 1914—1920» фотографія з листівки підписана як «Учителька Савина Сидорович у волинській школі навчає на вільному воздусі». Відомо що офіційне святкове відкриття школи в передмісті Володимира-Волинського, за участю Савини Сидорович, відбулось 20 травня 1916 року, одначе з наближенням наступу російських військ навчання в червні припинилось і відновилось тільки у вересні. Чи відбувалось навчання дітвори в повністю зруйнованих Свинюхах, за евакуації всіх жителів ще в серпні 1915 року, за десять днів до Брусиловського наступу, то це малоімовірно.

## В незалежній Україні
Розпад СРСР призвів до занепаду КСП та розташованих у Привітному РТП та «Сільгоспхімія».
Перше на Волині фермерське господарство організувала 1 квітня 1991 року Ганна Іванівна Лаценко. Тепер у селі працює кілька фермерських господарств. 2008 року у Привітному було 520 дворів, 1317 жителів, з них 482 — молодь до 18 років, 371 — пенсіонери.
14 жовтня 2018 року з архіпастирським візитом Свято-Покровську парафію села Привітне Локачинського благочиння відвідав Преосвященний Матфей, єпископ Володимир-Волинський і Турійський, де очолив святкову Божественну Літургію з нагоди храмового празнику.
3 листопада 2019 р. під час Хресного ходу до дня пам'яті Святих землі Волинської, який організувала Волинська єпархія УПЦ, у Привітному була звершена Божественна літургія, яку очолив благочинний протоієрей Анатолій Собуцький.
Після ліквідації Локачинського району 19 липня 2020 року село увійшло до Володимир-Волинського району.

## Населення
1885 року в Свинюхах було 140 дворів, 911 жителів.
Станом на 1906 рік у містечку налічувалося 367 дворів та проживали 2033 особи.
За переписом населення в міжвоєнній Польщі, 10 вересня 1921 року, в містечку Свинюхи та сусідньому однойменному селі разом налічувалося 242 будинки (125 житлових і 117 інших) та 1220 жителів, з них:
- 598 чоловіків та 622 жінки;
- 955 православних, 173 юдеї, 51 римо-католик, 13 євангельських християн і 28 інших християн;
- 994 українці, 171 єврей, 51 поляк і 4 особи іншої національності.

Згідно з переписом УРСР 1989 року чисельність наявного населення села становила 1381 особа, з яких 668 чоловіків та 713 жінок.
За переписом населення України 2001 року в селі мешкали 1343 особи.
Розподіл населення за рідною мовою за даними перепису 2001 року:
| Мова       | Відсоток |
| ---------- | -------- |
| українська | 99,04 %  |
| російська  | 0,89 %   |
| німецька   | 0,07 %   |

## Релігія
Зареєстровані релігійні громади
- РЕЛІГІЙНА ОРГАНІЗАЦІЯ «СВЯТО-ПОКРОВСЬКА РЕЛІГІЙНА ГРОМАДА ВОЛОДИМИР-ВОЛИНСЬКОЇ ЄПАРХІЇ УКРАЇНСЬКОЇ ПРАВОСЛАВНОЇ ЦЕРКВИ (ПРАВОСЛАВНОЇ ЦЕРКВИ УКРАЇНИ) СЕЛА ПРИВІТНЕ ВОЛИНСЬКОЇ ОБЛАСТІ»
- СВЯТО-ПОКРОВСЬКА ГРОМАДА УКРАЇНСЬКОЇ ПРАВОСЛАВНОЇ ЦЕРКВИ
- РЕЛІГІЙНА ГРОМАДА ЦЕРКВИ ЄВАНГЕЛЬСЬКИХ ХРИСТИЯН-БАПТИСТІВ «ДІМ МОЛИТВИ» С.ПРИВІТНЕ
- РЕЛІГІЙНА ГРОМАДА ХРИСТИЯН ВІРИ ЄВАНГЕЛЬСЬКОЇ-П'ЯТИДЕСЯТНИКІВ
- РЕЛІГІЙНА ГРОМАДА ЦЕРКВИ АДВЕНТИСТІВ СЬОМОГО ДНЯ

## Економіка
Фермерські господарства та підприємства
- Селянське (фермерське) господарство ЛАЦЕНКА К. М.
- Фермерське господарство «ГРИГОРЕНКО ЛЛ»
- Селянське (фермерське) господарство ТОРЧИНЮК В. Ф.
- Селянське фермерське господарство сім'ї КАЛИНЮШКО С. А.
- Селянське (фермерське) господарство «ЖДАН»
- Волинська регіональна філія ТОВ «КАРІДАН УКРАЇНА»
- Полігон твердих побутових відходів, потужність 17,2 тис.тонн, заповнений на 75 %. Паспорт МВВ від 20.11.2007 № 88.

## Соціальна сфера
Загальноосвітня школа І-ІІІ ступеня, ясла-садок, бібліотека, Будинок культури, амбулаторія ЗПСМ.

## Військові поховання

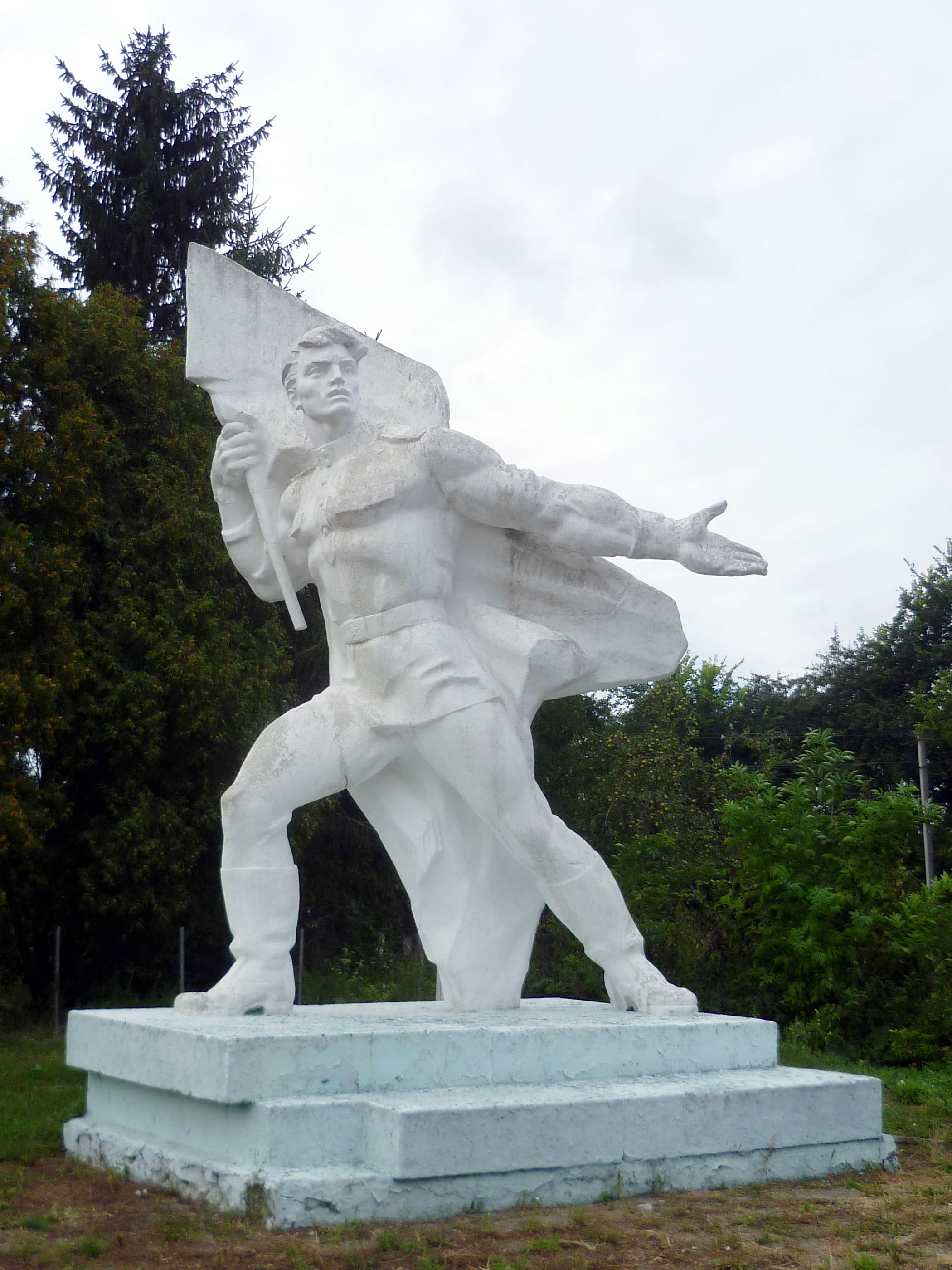

Братська могила. Скульптура солдата з прапором в руці. Дата встановлення пам'ятника: 1971.

## Археологічні пам'ятки
На території села є дві могили—кургани: одна над шляхом у Горохів а друга в полі між землями Привітного і Войнина. За неписаними відомостями — в першій поховані козаки які загинули у випадковій але лютій січі між польським і козацьким загонами на дорозі між Привітним та Колпитовим. В радянський час була зрівняна з землею третя могила з великим дерев'яним хрестом із залізним розп'яттям та пов'язаним на ньому вишитим рушником, на місці якої тривалий час стояв буфет.
На східній околиці села, на правому березі річки виявлене одношарове поселення давньоруського часу Х–XIII ст. (об'єкт «Привітне-1»).
В урочищі «За двором» випадково виявлене тілопокладне поховання під кам'яними плитами культури кулястих амфор. У селі знайдені кам'яні знаряддя праці та бронзові браслети доби бронзи. На Кондрашковій горі (бо там колись жила баба Кондращиха), де за переказами був монастир, знайдений римський денарій та маленька порцелянова Божа Матір.

## Відомі люди
- Дацюк Тамара Вячеславівна — лікар-педіатр, заслужений лікар України.
- Криштальська Олена Василівна — поетеса, перекладачка.
- Маригодов Костянтин Лукич — російський поет.
- Форманюк Олександра Михайлівна — Герой Соціалістичної Праці.

### Полеглі воїни
|  | Веде нас в бій борців упавших слава |

- Данильчук Юрій Іванович (1978—2023) — учасник російсько-української війни, солдат, нагороджений орденом «За мужність» ІІІ ступеня (посмертно). Загинув у результаті танкового обстрілу під час виконання бойового завдання поблизу населеного пункту Іванівка Куп'янського району Харківської області[94][95].
- Маслєнніков Юрій Олегович (?—2023) — учасник російсько-української війни[96].
- Мельник Григорій Віталійович (?—2023) — учасник російсько-української війни, загинув під час виконання бойового завдання в районі села Роботине Запорізької області[97].
- Самчук Олександр Васильович (1970—2022) — учасник російсько-української війни, загинув 2 серпня 2022 року під час виконання бойового завдання у населеному пункті Кобзарці Миколаївської області[98].
- Соловей Іван (1967—2023) — учасник російсько-української війни, старший сержант, командир бойової машини 118 ОМБр, загинув 26 липня 2023 року під час виконання бойового завдання в районі села Роботине Запорізької області[99].
- Трофимюк Ігор Анатолійович(1979—2023) — учасник російсько-української війни, військовослужбовець стрілецького батальйону[100].

## Виноски
1. ↑  «Лови в королївських та панських землях вимагають окремої служби ловцїв. Ловцї, звані також мисливцями або стрільцями, сидять на панській землї та відрабляють із неї ловецьку службу. Їх обовязком є брати участь в облавах, та також полювати поодинично та постачати до панських дворів звірину. Крім сих ловецьких служб ходять вони на війну, беруть участь в толоках, платять чинші, дякла й ин., але не платять подимщин, нї мезлеви, нї иньших тяглих податків. До ловцїв причисляютъ ся також осочники та нагоняї. Вони дістають осочницьку землю та стережуть за неї лїса від самовільних порубок та нищеня звірини. Крім сїєї сторожі мусять брати участь у ловах, і так: стежать за слїдами та леговищами звірів, гонять їх на ловцїв з їх леговищ і т. и. Вони свобідні від усяких повинностий та селянських оплат крім участи у війнї та кошеня сїна для ловецьких дворів; сї дві повинности є обовязком всїх ловцїв. Є і другий рід осочників, що сидять на осадї (чиншу) — вони платять крім участи у панських облавах за ловецьку землю чинш. Осочники не відрабляють з волостю нїяких тяглих повинностий. Там, де полюють на дикі кабани, є окрема служба ловцїв — свинюхи, що не різнять ся нїчим від попередних»[3].
2. ↑  Літопис руський[8]
3. ↑  11 серпня 1566 року. Скарга Бальтазара Гнєвоша з Олексова на ключника і городничого луцького Олександра Журавницького та його братів про зазіхання на володіння його свинюськими землями.

12 серпня 1566 року. Скарга ключника і городничого луцького Олександра Журавницького на пана Бальцера та жінку його Федору про збройний напад разом з князем Левом Коширським, князем Янушем Порицьким, князем Дмитром Козекою, паном Станіславом Граєвським та других на маєток Блудів, завдання побоїв, ран та пограбування його селян.

16 серпня 1566 року. Скарга Петра Загоровського про руйнування межових знаків між маєтками Загоровським та Свинюським.

5 травня 1568 року. Зізнання возного Юхна Оранського про напад підданих князя Лева Коширського з с. Свинюх на малевського підданого королівського маршалка Петра Загоровського під час поїздки з с. Малева до с. Загорова, захоплення коня, воза та інших речей.

14 серпня 1568 року. Зізнання возного Хацька Чувата Туличовського про відмову Бальтазара Гнівоша повернути королівському маршалку Петру Загоровському коней.

18 серпня 1568 року. Скарга Бальтазара Гнєвоша Свинюського на луцького ключника Олександра Журавницького про наїзд на його маєток с. Коритниця, побиття й пограбування підданих.

3 вересня 1568 року. Зізнання возного Тихна Радовицького про вбивство Миська Лобаса, слуги Остафія Колпитовського, підданими Бальтазара Гнєвоша Свинюського — служебником Іванком Півцем, боярами Пилипом Сеньковичем, Яцьком Сушковичем, підданим Лашком Щасновичем та ін.

26 вересня 1568 року. Зізнання возного Тихна Радовицького про вручення урядового заручного листа Бальтазару Гнєвошу Свинюському котрий погрожував Якову Колпитовському, його дітям, слугам і підданим із с. Колпитова.

28 вересня 1568 року. Скарга королівського дворянина Бальтазара Гнєвоша Свинюського на Ждана Коїленського про поранення й пограбування його слуги Лєнарта Дворецького в м. Володимирі на вулиці Жидівській.

28 листопада 1570 року. Повідомлення луцького ключника Олександра Журавницького про несплату чопового з маєтків: … Бальтазара Гнєвоша Свинюського — сіл Свинюхи, Козлів і Бубнів Володимирського повіту та с. Пустомити Луцького повіту.

Володимирський Ґродський суд. Подокументні описи актових книг / Наукова редакція: Г. Боряк, Л. Демченко. Державний комітет архівів України. Центральний державний історичний архів України, м. Київ. — К., 2002. — Випуск 1: Справи 1—5. 1566—1570. — С. 25, 26, 80, 90, 92, 94, 129, 181[11].
4. ↑  Por. Rejestr 1570, s. 22. Balcer Gniewosz był synem Krzysztofa. Pochodził z rodziny Gniewoszów z Oleksowa h. Rawicz. Był dworzaninem i sekretarzem królewskim. W posiadanie dóbr na Wołyniu wszedł dzięki małżeństwu z kniaziówną Teodorą (Fedorą) Czartoryską, rodzoną siostrą kniaziów Aleksandra i Iwana, a wdową po Michale Świniuskim. Por. Boniecki, Herbarz, t. VI, Warszawa 1903, s. 138; Dworzaczek, Genealogia, t. II, tabl. 181; K. Niesiecki, op. cit., t. IV, Lipsk 1839, s. 155–156
5. ↑  29 липня 1588 р. на Володимирському ґродському уряді Войтех Грибовський, слуга Балтазара, оповідав, що 26 липня на маєток його пана Козлів наїхали Ян Жоравницький з сином і Марко Жоравницький разом з помічниками і татарами, полонили Балтазара, пограбували маєтність, поранили слуг, спалили двір. 30 липня ще один Балтазарів слуга Вавринець Верховський розширив список нападників, назвавши, окрім ініціаторів наїзду, також Олександра Загоровського, Григорія Колмовського, Януша Угриновського, Василя і Костянтина Борзобогатих Красенських, Михайла Гулевича, Кіндрата Хорошка та інших.
5 вересня брат Балтазара Гнівоша — лятовицький староста Ян Гнівош з Олексова перед великою кількістю шляхти подав скаргу до Володимирського ґродського суду про вбивсто брата, вказавши передовсім на ініціаторів злочину — луцького войського Яна Жоравницького та його дружину Олену Коптівну, а також співучасників — їхнього сина Томаша Жоравницького, Олександра Загоровського, Марка Жоравницького, а також кременецького земського суддю Антонія Яловицького та Григорія Колмовського, чиї слуги за наказом панів брали участь у цих подіях. Слідом перераховувалися імена осіб, що були, найімовірніше, слугами волинської шляхти, як стверджував Ян Гнівош. Серед учасників згадуються також дубенські татари володимирського старости, князя Костянтина Острозького. Малхер Кравець, який під час описуваних подій перебував у Блудові, повідомив ряд додаткових деталей, серед яких — оповідь про те, що Балтазар просив у Яна Жоравницького і Олени Коптівни зберегти йому життя в обмін на Свинюхи і заставлені Жоравницькими маєтки, а також додаткову суму грошей. Потому ті з півгодини про щось радилися, а опісля скликали слуг і наказали кільком блудівським підданим вбити полоненого. Тіло Бальтазара порубали, склали в бочку та втопили в ставку.
6. ↑  26 травня 1592 року. Скарга Малхера Зайончковського, шафера Фрідріха Тишкевича, на свинюського намісника Криштофа Орховського та двох жидів-орендарів Маєрів про незаконне стягнення мита в містечку Свинюхи, з підвод з пшоном, транспортованих з коденського та слободищенського маєтків Тишкевича на продаж до Любліна та Казімежа. Торгівля на Україні. XIV ‒ середина XVII століття. Волинь і Наддніпрянщина / Упорядники В. М. Кравченко, Н. М. Яковенко. ‒ К.: Наук. думка, 1990. — С. 221. — ISBN 5-12-001238-8.
7. ↑  7 вересня 1598 року на дорозі з Свинюх до Володимира, свинюським жидом-орендарем Бером, підданим Марка Собеського, був побитий та пограбований священник села Хмелів Іоан[14].
8. ↑  Заяць А. Є. Міське суспільство Волині XVI — першої половини XVII ст.[16]
9. ↑  Za udział w kampanii beresteckiej Czarniecki obdarowany został przez
króla nowymi nagrodami: aktem z 24 sierpnia 1652 r. otrzymał w dożywocie
miasteczko Świniuchy z 4 wsiami w województwie wołyńskim.[18]
10. ↑  Мемуари Вільгельма Габсбурга // Військово-історичний альманах. — 2002. — число 1(04). — C. 148.
11. ↑  Феофіл Дацюк з дружиною Павліною були біженцями в селі Старий Чуднів, Чуднівської волості Житомирського повіту а жителі Скобелки евакуйовані 15 серпня 1915 року були біженцями в селі Гаврилівка Катеринославської губернії.
12. ↑  1-а батарея 25-го мортирного дивізіону, 6-а польова важка артилерійська бригада і 9-а Сибірська стрілецька артилерійська бригада.
13. ↑  На схід від Свинюх і на північ від села Коритниця[33].
14. ↑  За цей бій, командир 35-го Стрілецького полку Франц Воронович був нагороджений орденом святого Георгія IV ст. а підполковник Мартин Лепа і поручник Микола Бєлов Георгієвською зброєю[35].
15. ↑  Офіцери Ізмайловського полку — Эдуард Гамбс, Олександр Хомутов, Володимир Душкін, Анатолій Галатов, Аркадій Козлов і капітан Преображенського полку Олександр Кутепов, за цей бій, були нагороджені Георгіївською зброєю а капітан Ізмайловського полку Володимир Соколов і поручник Єгерського полку Михайло Шолковський (посмертно, на чолі роти кинувся на кулемет) — орденом святого Георгія IV ст[41][42][43].
16. ↑  Жінки — біженці з Скобелки повертались пішки ранньою весною щоб посадити городи, мама Анастасії померла в дорозі від тифу, чоловіки з дітьми на возах з майном виїхали додому з села Гаврилівка в серпні 1921 р.
17. ↑  Leutnant Roll Hans Georg (15.07.1914 Jerichow—28.06.1941 bei Swiniuchy westw. Lück)[54]
18. ↑  3 липня 1941 р. на командному пункті 79-ї піхотної дивізії в Горохові військовополонений Олександр Бондер засвідчив що  29—30 червня під Свинюхами був свідком розстрілу комісаром трьох беззбройних полонених німецьких солдат які лежали на землі[55]. За доповіддю начальника штабу 124-ї стрілецької дивізії капітана Повійчука — в боях, до виходу з оточення, було розстріляно 250 полонених німецьких солдат і 63 офіцери.
19. ↑  Миколі Дацюку (1925 р.н.) вдалось втекти з поїзда в Володимирі-Волинському. Знаючи німецьку мову він сказав що болить горло і йому потрібна тепла вода, німецькі охоронці, між вагонами, пропустили його до машиніста паровоза який виявився поляком, на прохання дати гарячої води він кивнув головою в сторону відкритих дверей з другої сторони поїзда де були забиті вікна. Микола подумав — як помирати то в рідному краю і вискочив впавши у жито очікуючи пострілів та машиніст напустив багато пари, поїзд рушив і зник в далині. Переховувався в знайомих, проходження фронту перележав в копиці сіна яку пронизували кулі, чути було німецьку а вийшов коли почув російську мову. Пішки повернувся додому і майже одразу був мобілізований в Червону армію. Його знайшли серед мертвих з важкою контузією під час боїв в Карпатах.
20. ↑  Німецькою поліцією, за втечу з ув'язнення, розшукувався — Куприюк Олексій (20.03.16 р.н.)[57]
21. ↑  
| У роки війни заниження своїх втрат і завищення втрат супротивника диктувалось як пропагандистськими міркуваннями, так і прагненням самих військових представити перед вищим начальством, військовим і політичним, результати своєї діяльності в найкращому світлі. |
| — Соколов Б.В. |
22. ↑  За спогадами ветеранів їх одягли в прострелені і закривавлені шинелі та чоботи. Вони тягли в гори на собі важке озброєння, голодували (один сухарик на день), зморені вночі, прихилившись до стовбура дерева, перед сном молились і прощались один з одним бо не знали чи доживуть до ранку.
23. ↑  Військовий трибунал
24. ↑  Особлива нарада
25. ↑  Постанова Ради Міністрів УРСР та ЦК КП(б)У 12 серпня 1949 р.
26. ↑  священник від духовенства, який захищав інтереси Церкви в повітових судах при розгляді справ, що стосувалися кліру.